# ジョヴァンニ・ミケロッティ
ジョヴァンニ・ミケロッティ（Giovanni Michelotti 、1921年10月 - 1980年1月23日）は、イタリアのカーデザイナーである。主に自動車のデザインで知られる。トリノ出身。
トライアンフやBMWといったメーカーの製品で有名であり、レイランドや同社がBMCと合併した後のブリティッシュ・レイランド（レイランド・ナショナルなど）のトラックでも知られる。

## 経歴
1921年にトリノで生まれる。祖父は馬車職人、父はフィアットの鋳物技師であった。1937年にバッティスタ・ファリーナの兄ジョヴァンニが経営するスタビリメンティ・ファリーナ（Stabilimenti Farina ）に見習いデザイナーとして入社した。そこで自動車デザインの基礎とボディ製作技術を学び、1年後にはチーフデザイナー代理となった。1949年に独立し「ステューディオ・テクニコ・カロッツェリア・ジョヴァンニ・ミケロッティ」を設立し、アレマーノ、ヴィニャーレ、ギア、ベルトーネといったカロッツェリアのデザインを請け負った。ミケロッティは独立した立場で自動車のボディデザインを始めた最初のカーデザイナーであった。
晩年に「車以外の何かをデザインしたことがあるか」と尋ねられて、ミケロッティは、事実上は自分の作品の全ては車に関するものであるが第二次世界大戦後間もない時期にコーヒーメーカーのデザインに関わったことを認めた。

## 自社作品
ミケロッティは自分の名前で幾台かの車を発表しており、1980年頃には小型のバギーカー風のフィアット・127を基にした「エヴリィ」（Every ）、フィアット・126を基にしたシティ･カーの「シティ」、ランチア・ベータを基にした4枚の乗降ドアがガルウィング形式で5ドア・ハッチバックの「ミザール」（Mizar ）、フィアット・132を基にした2ドア・クーペの「フラーレス」（Flares ）、マトラ・M530を基にしてマトラ・シムカ・バゲーラの試作車として製作された「レーザー」（Laser ）があった。またダイハツ・タフトの豪華仕様も市場に送り込んだ。1985年にダイハツ・クオーレを基にした一品生産のシティーカーの試作車ミケロッティ・PAC（PAC = "Project Automotive Commuter"）を発表した。

## スタンダード・トライアンフ
1950年代からミケロッティはスタンダード・トライアンフの全ての新型車を担当することになり、スタンダード・ヴァンガードのフェイスリフトをかわきりにヘラルド、スピットファイア、GT6、TR4、2000、1300、スタッグ、ドロマイトをデザインした。またフューリー（Fury）のような量産には入らなかった試作車の多くも担当した。1960年以降のトライアンフのミケロッティ作品はTR6、TR7とホンダ車ベースのアクレイムがあった。

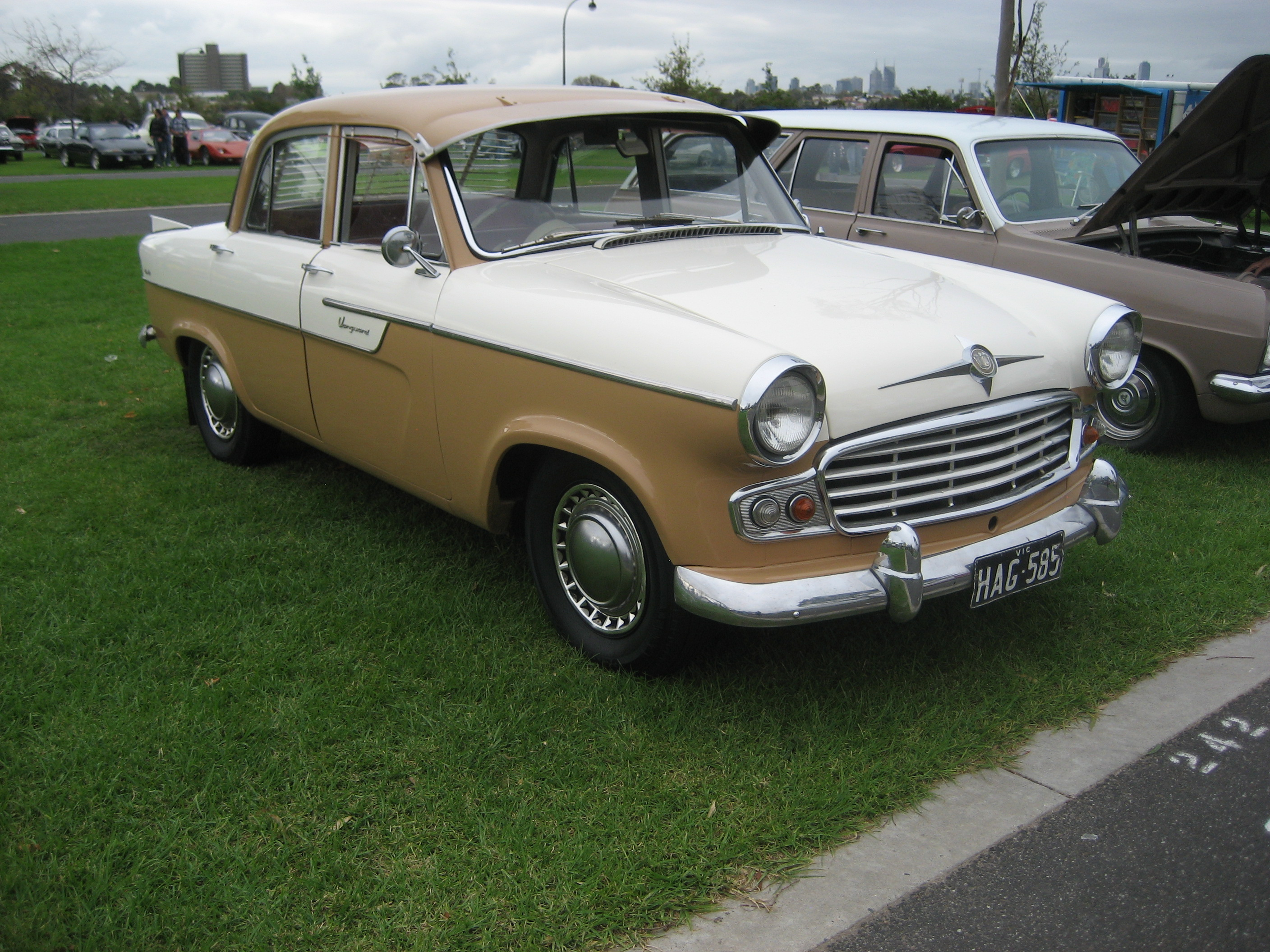
スタンダード・ヴァンガード
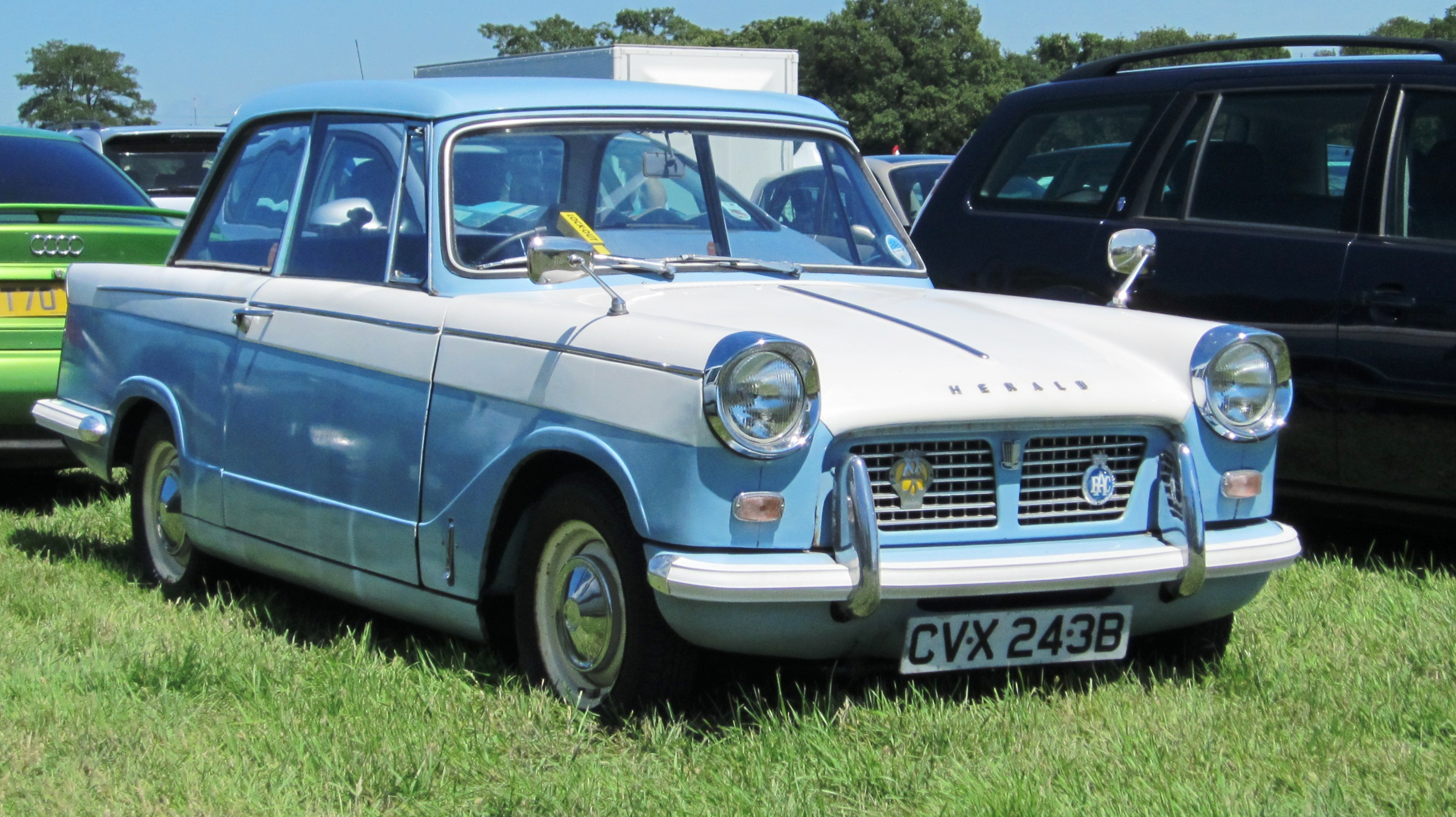
トライアンフ・ヘラルド
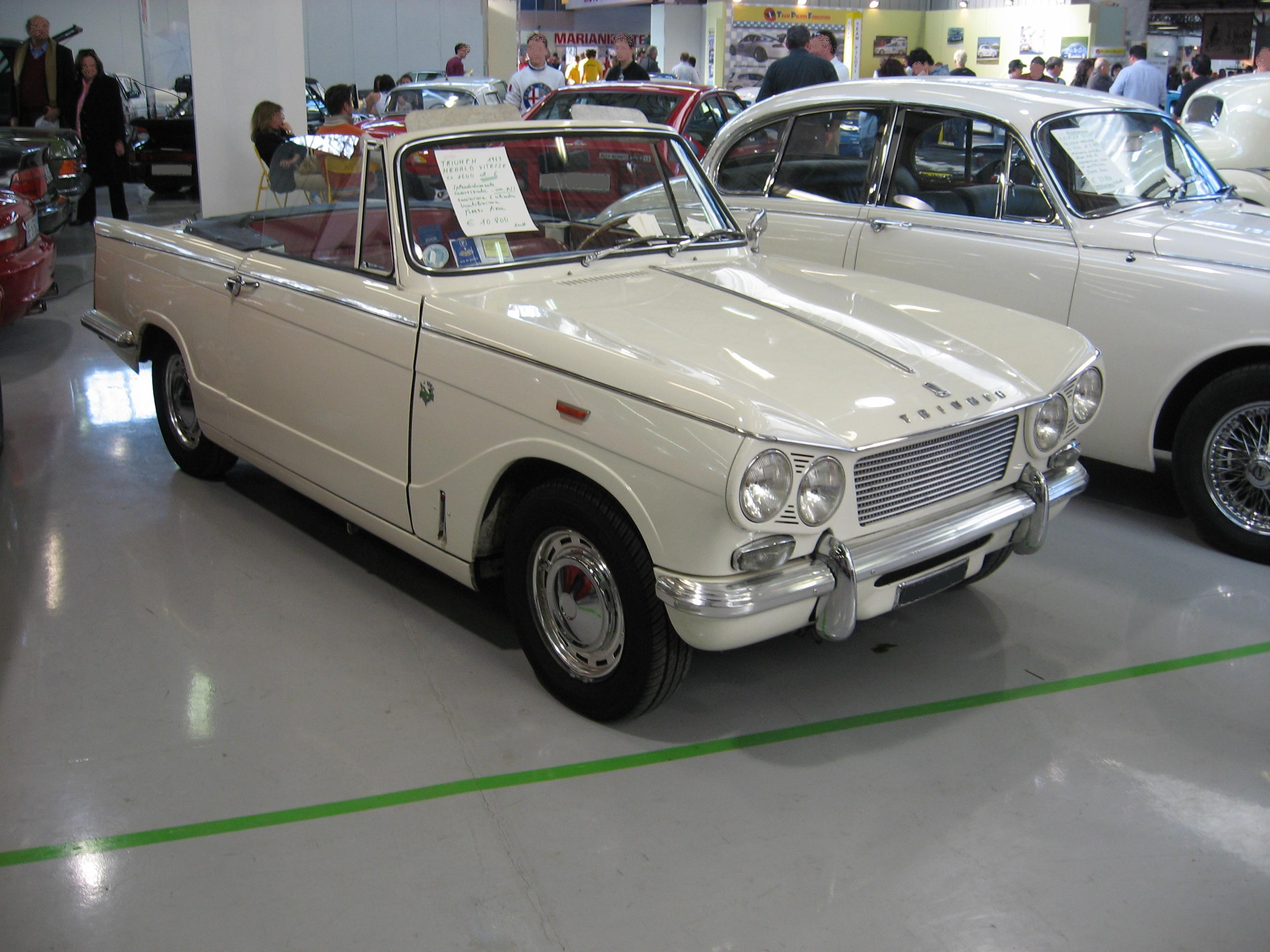
トライアンフ・ヴィテス
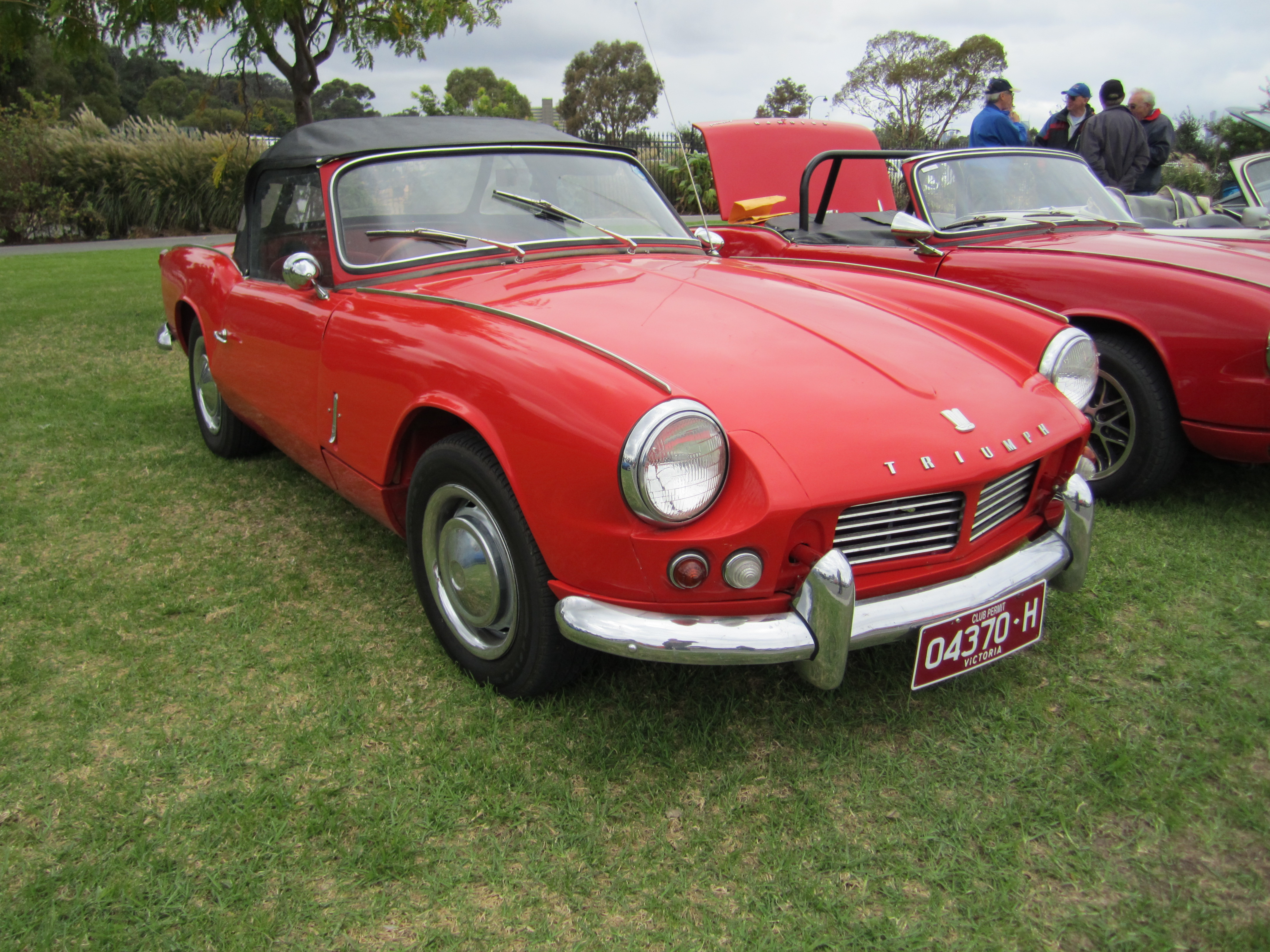
トライアンフ・スピットファイア
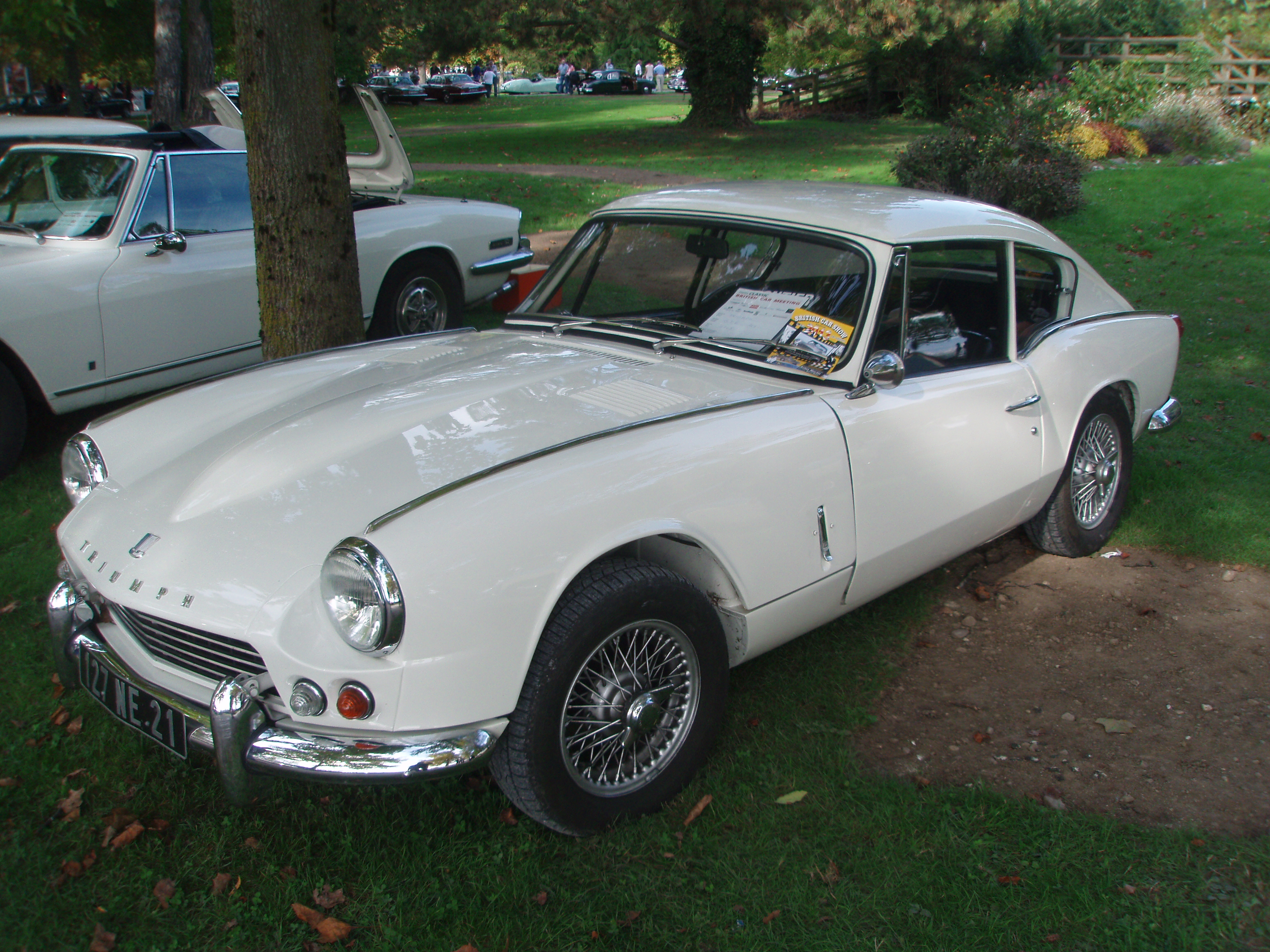
トライアンフ・GT6
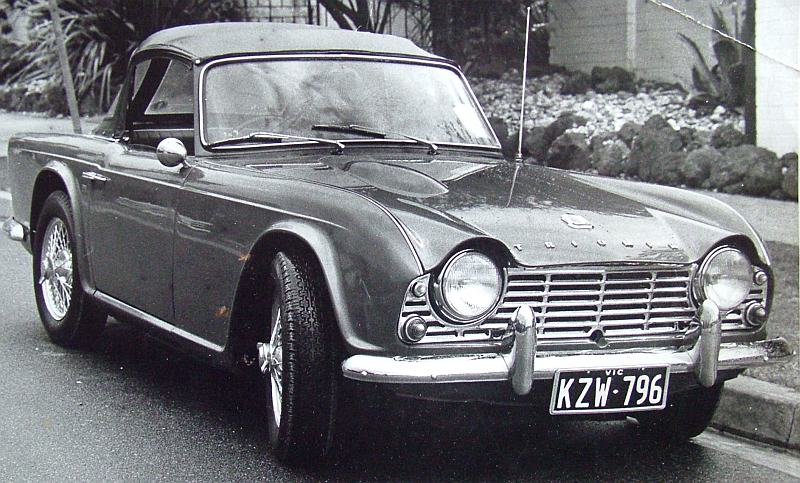
トライアンフ・TR4
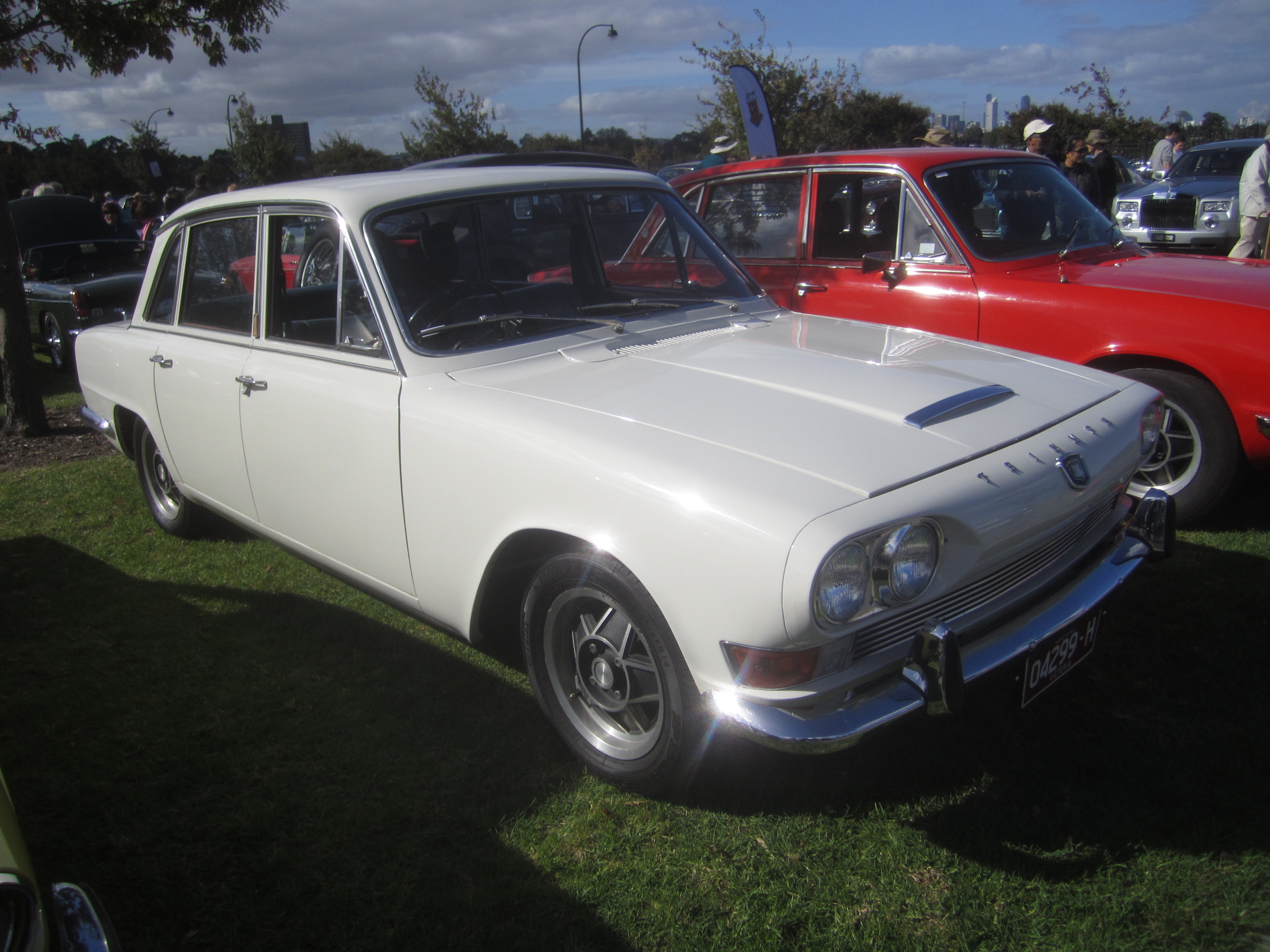
トライアンフ・2000
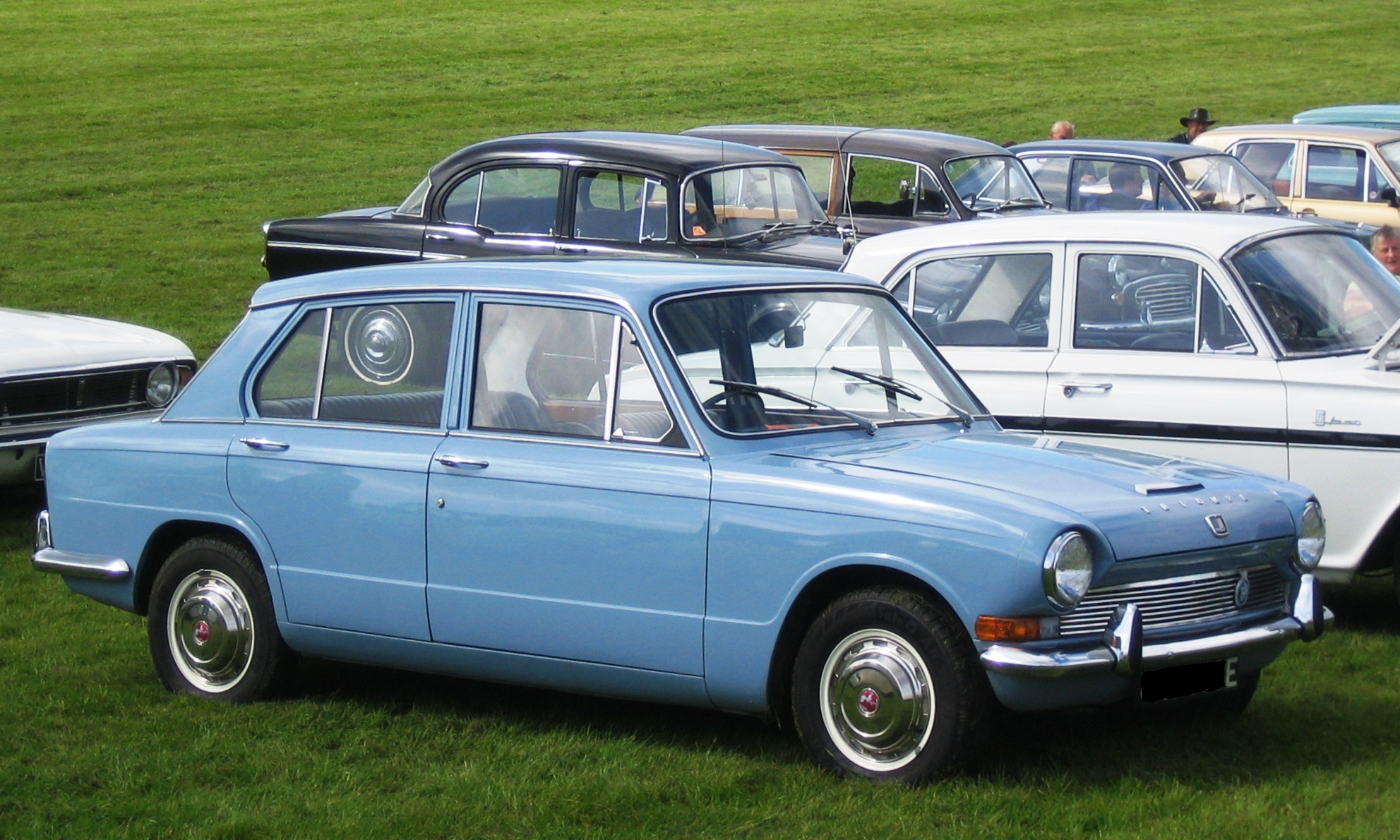
トライアンフ・1300
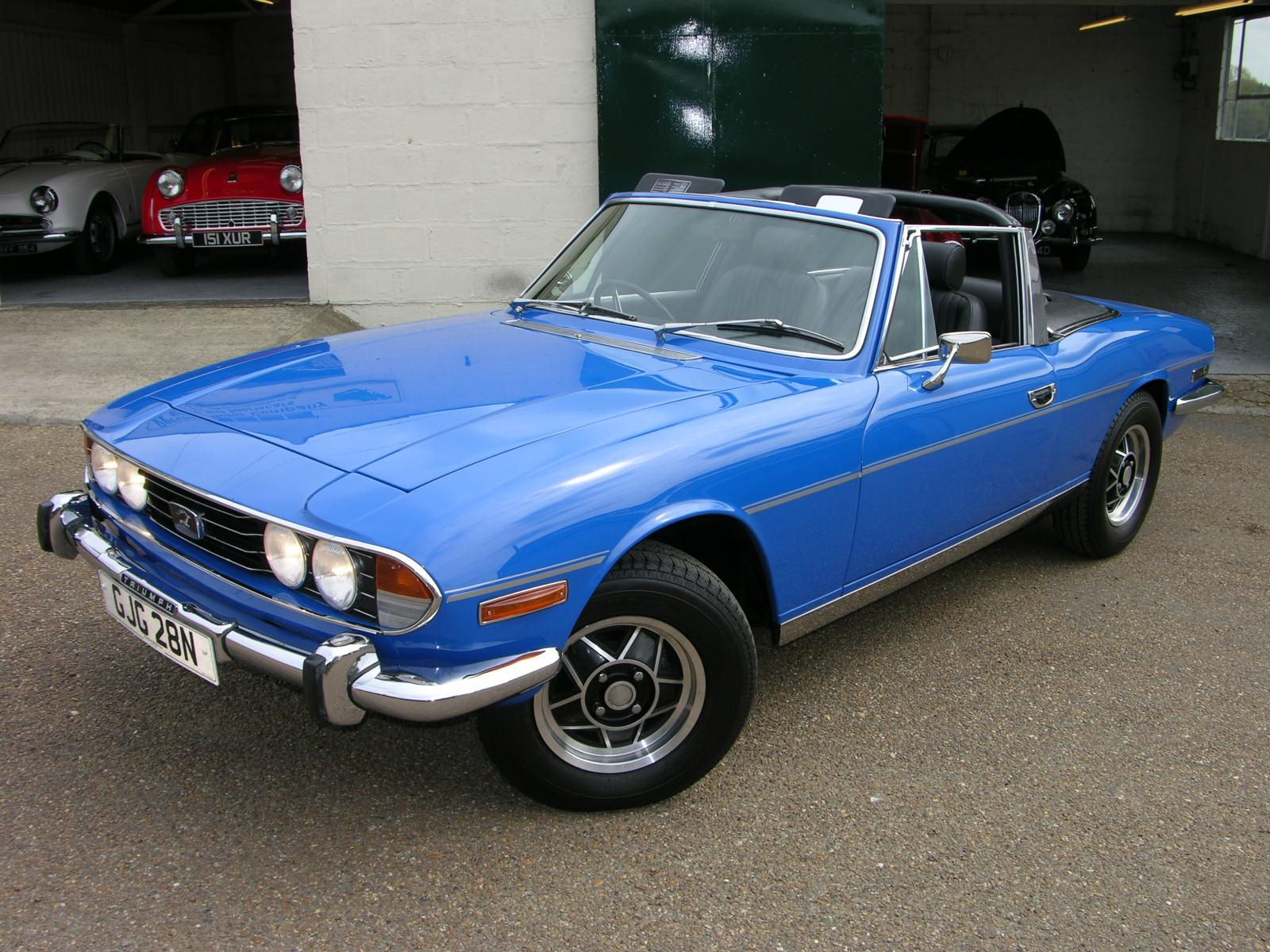
トライアンフ・スタッグ
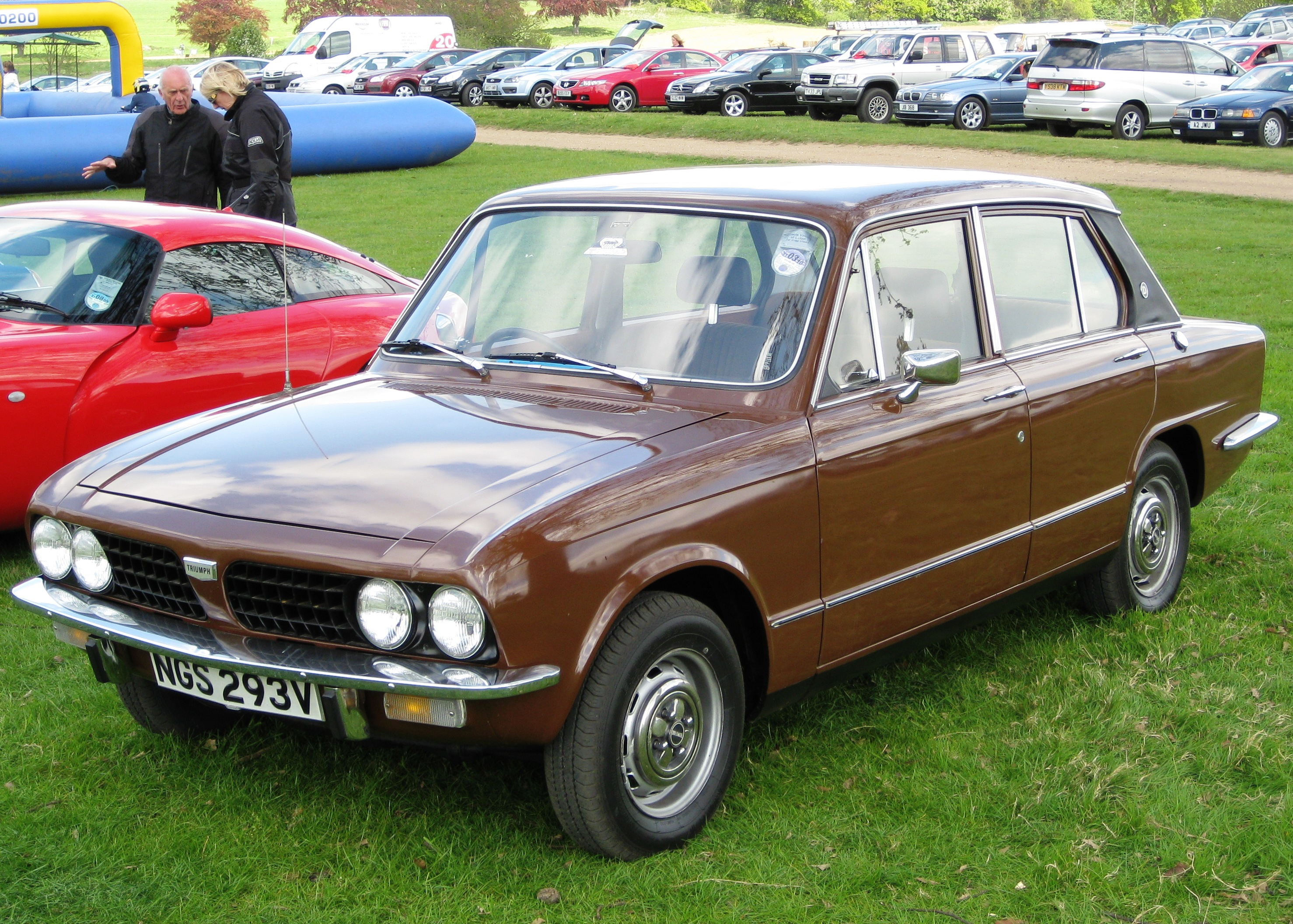
トライアンフ・ドロマイト
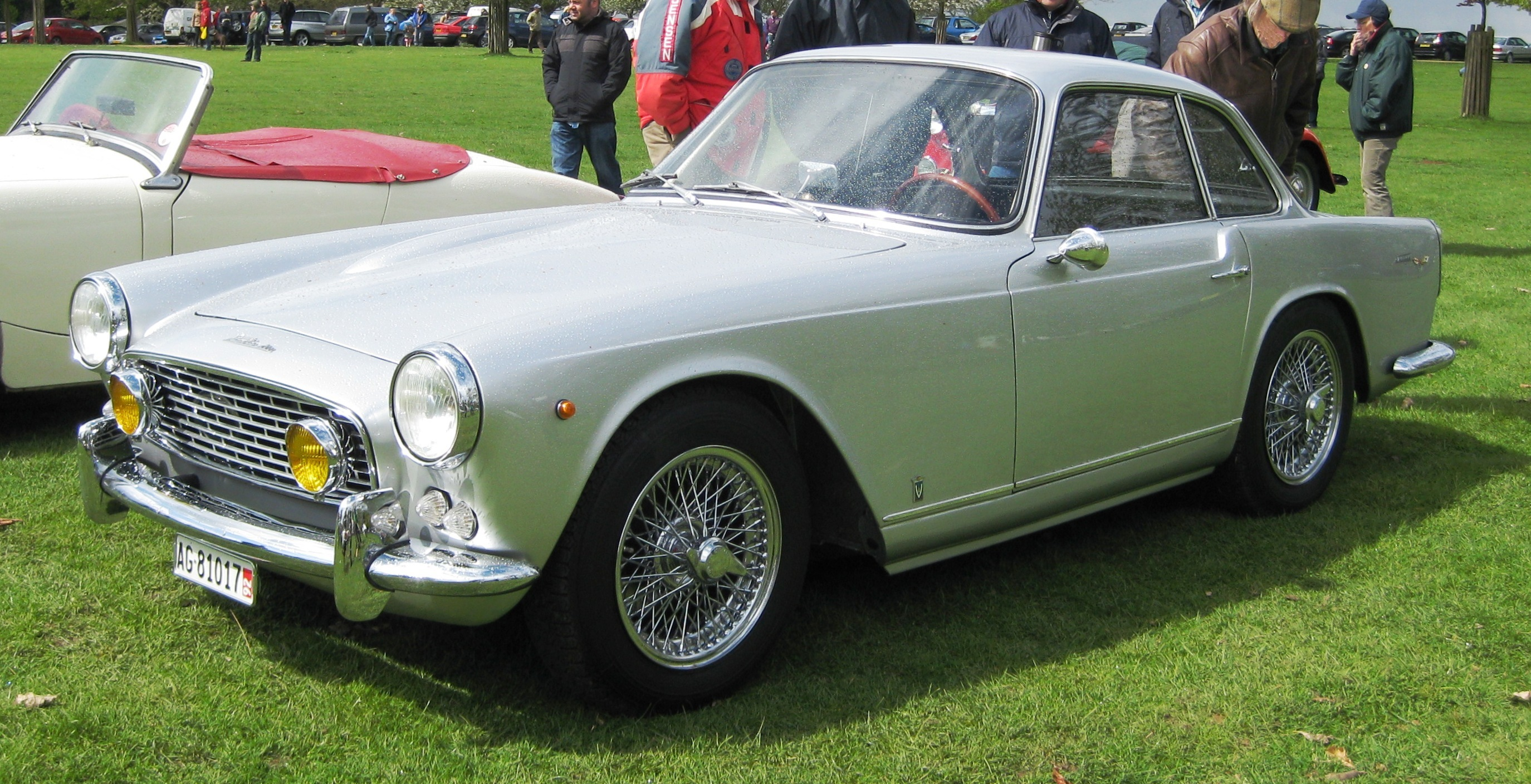
トライアンフ・イタリア
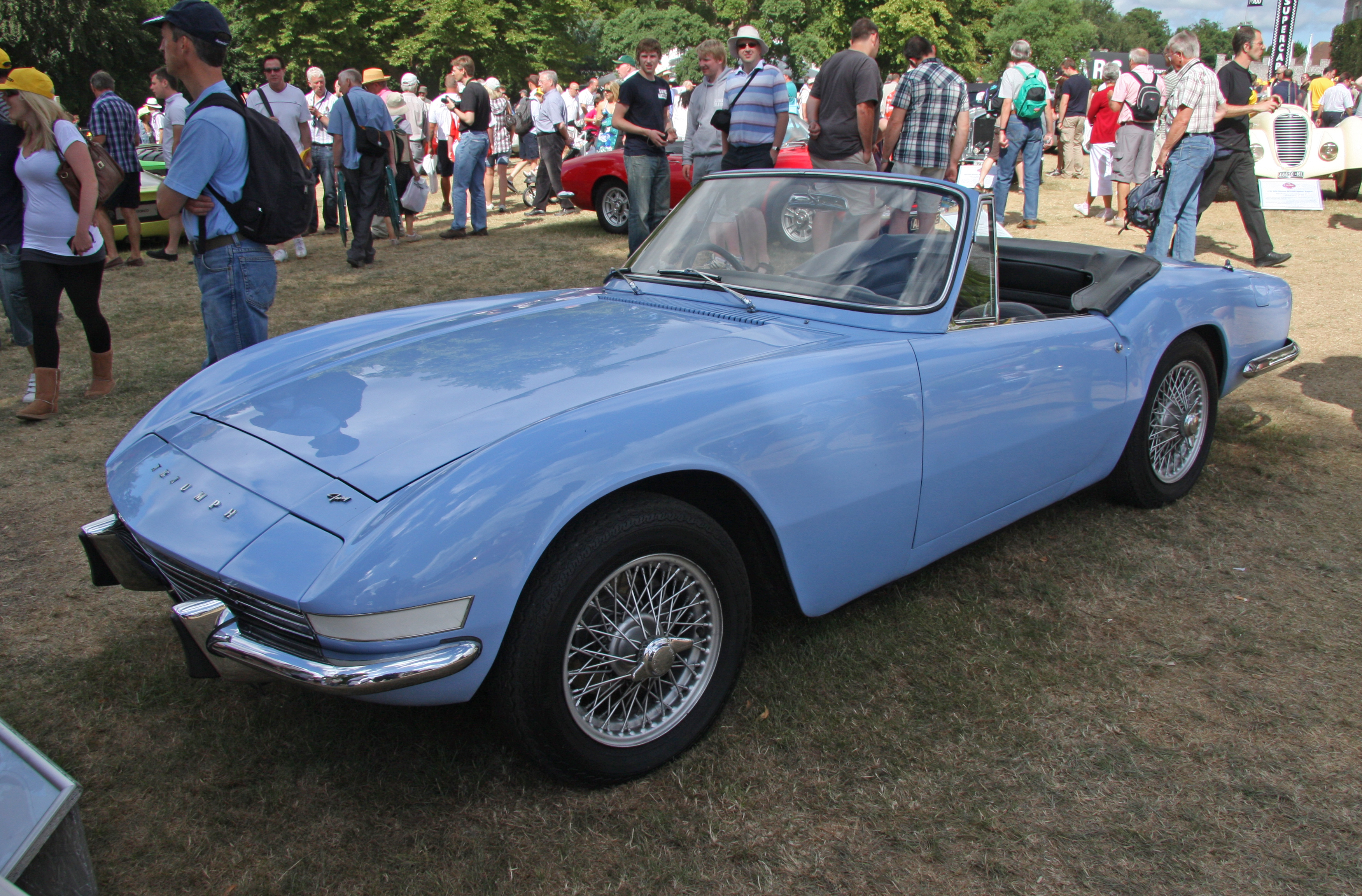
トライアンフ・フューリー

## ブリティッシュ・レイランド
トライアンフの親会社であるレイランドがブリティッシュ・レイランドの一部となると、ミケロッティはBMC 1100のフェイスリフト（これはスペイン製のオースチン・ヴィクトリアと南アフリカ共和国製のオースチン・アパッチとなる）を担当し、レイランド・ナショナルとレイランド・P76をデザインした。

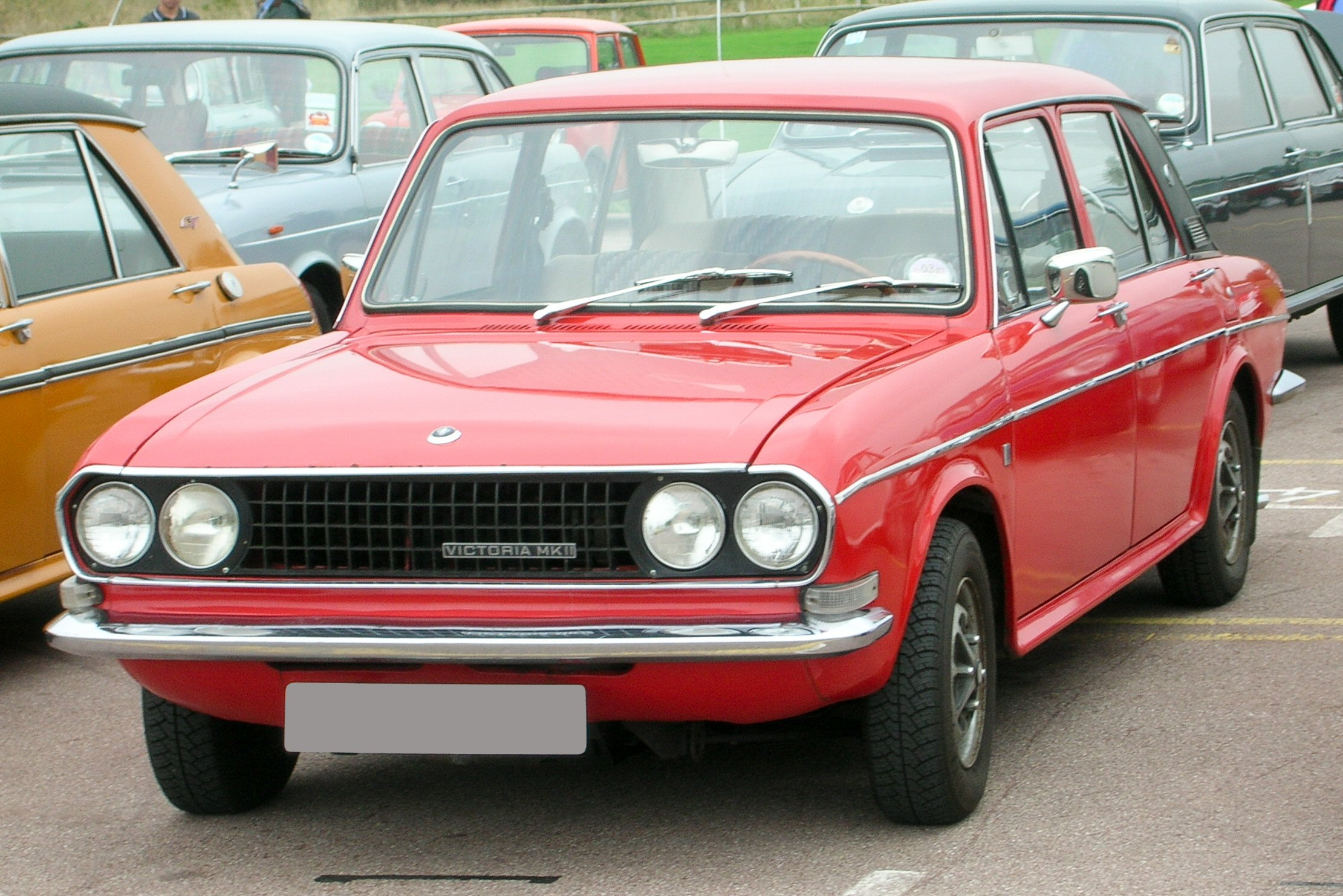
オースチン・ヴィクトリア
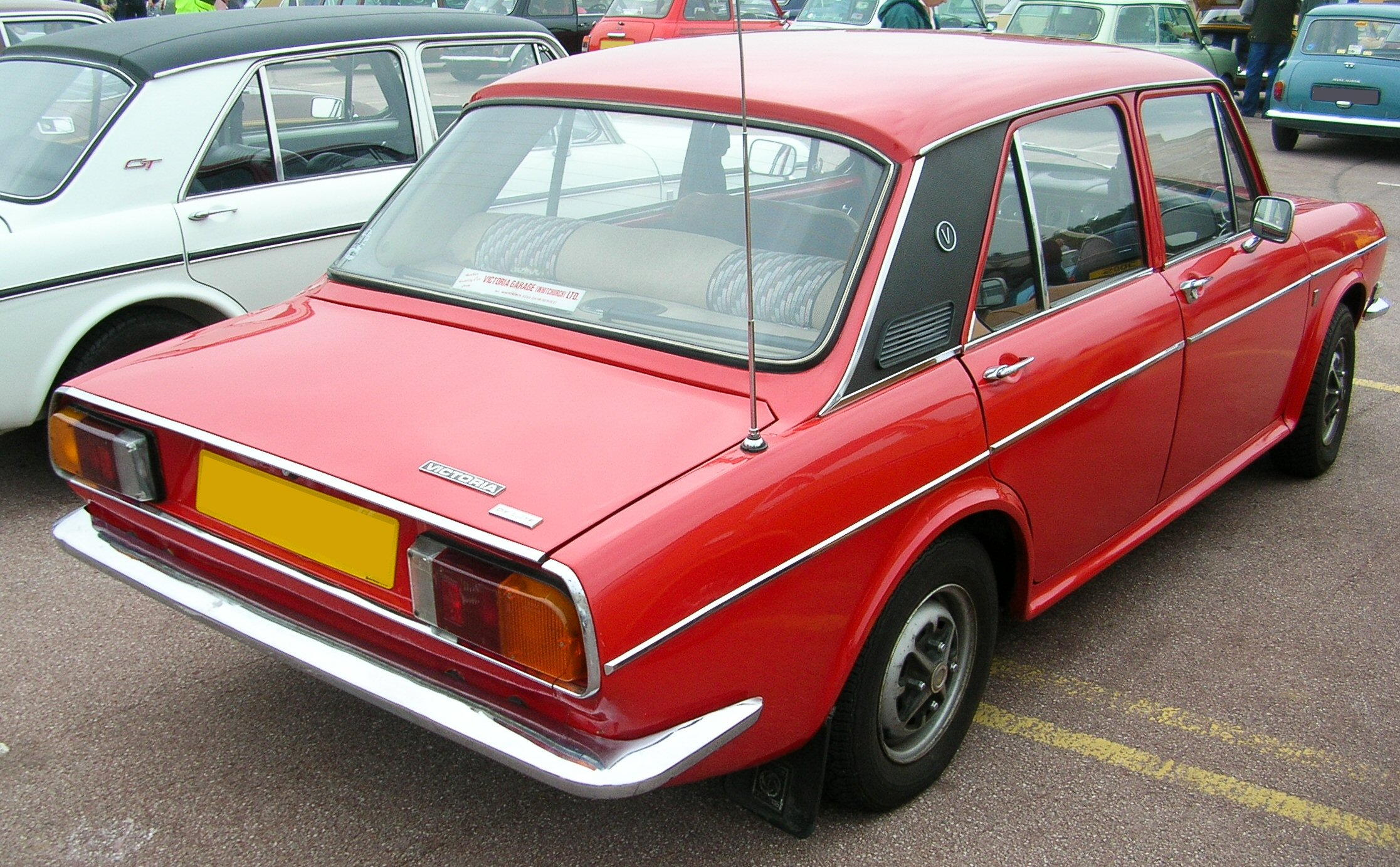
オースチン・ヴィクトリア
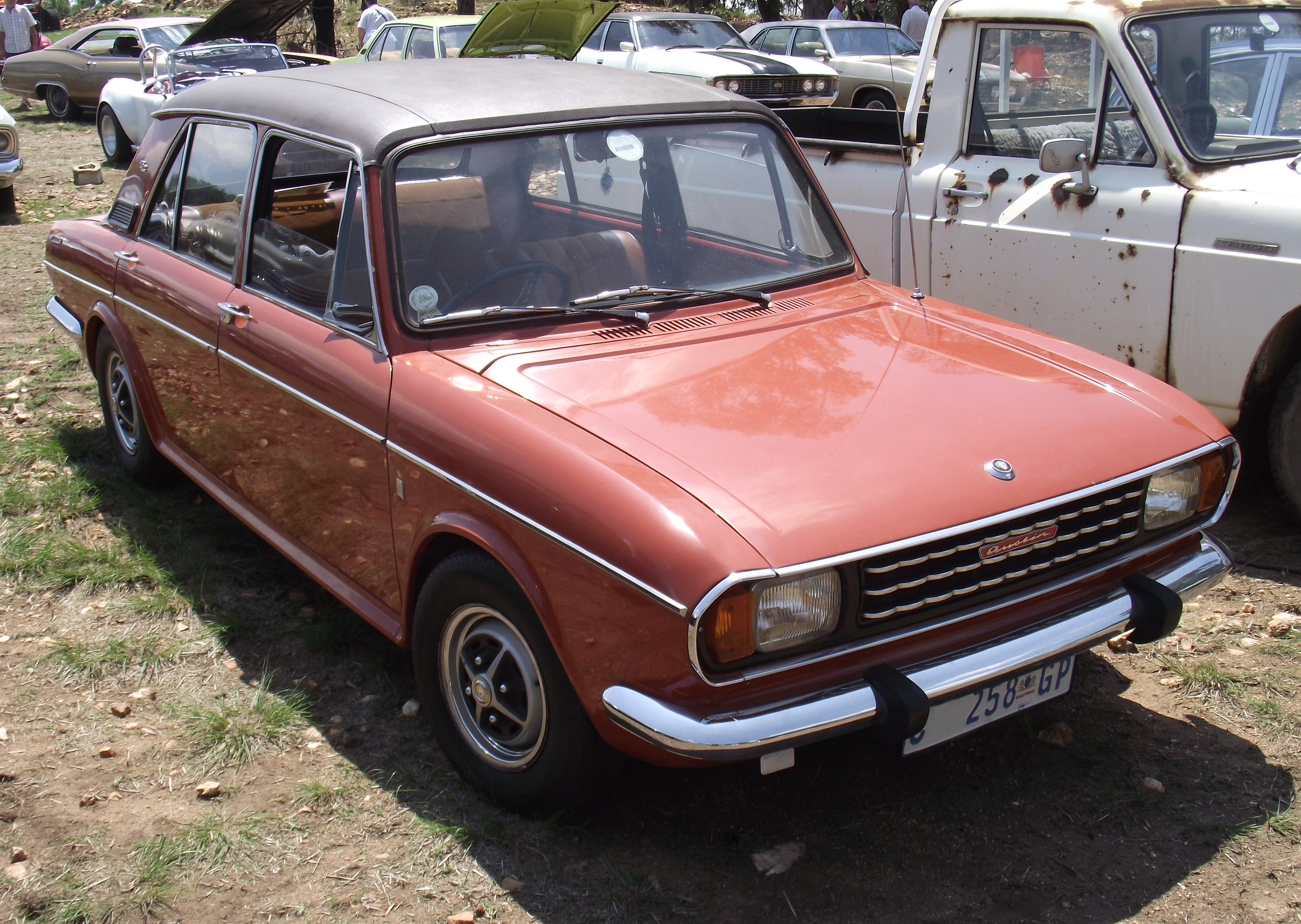
オースチン・アパッチ
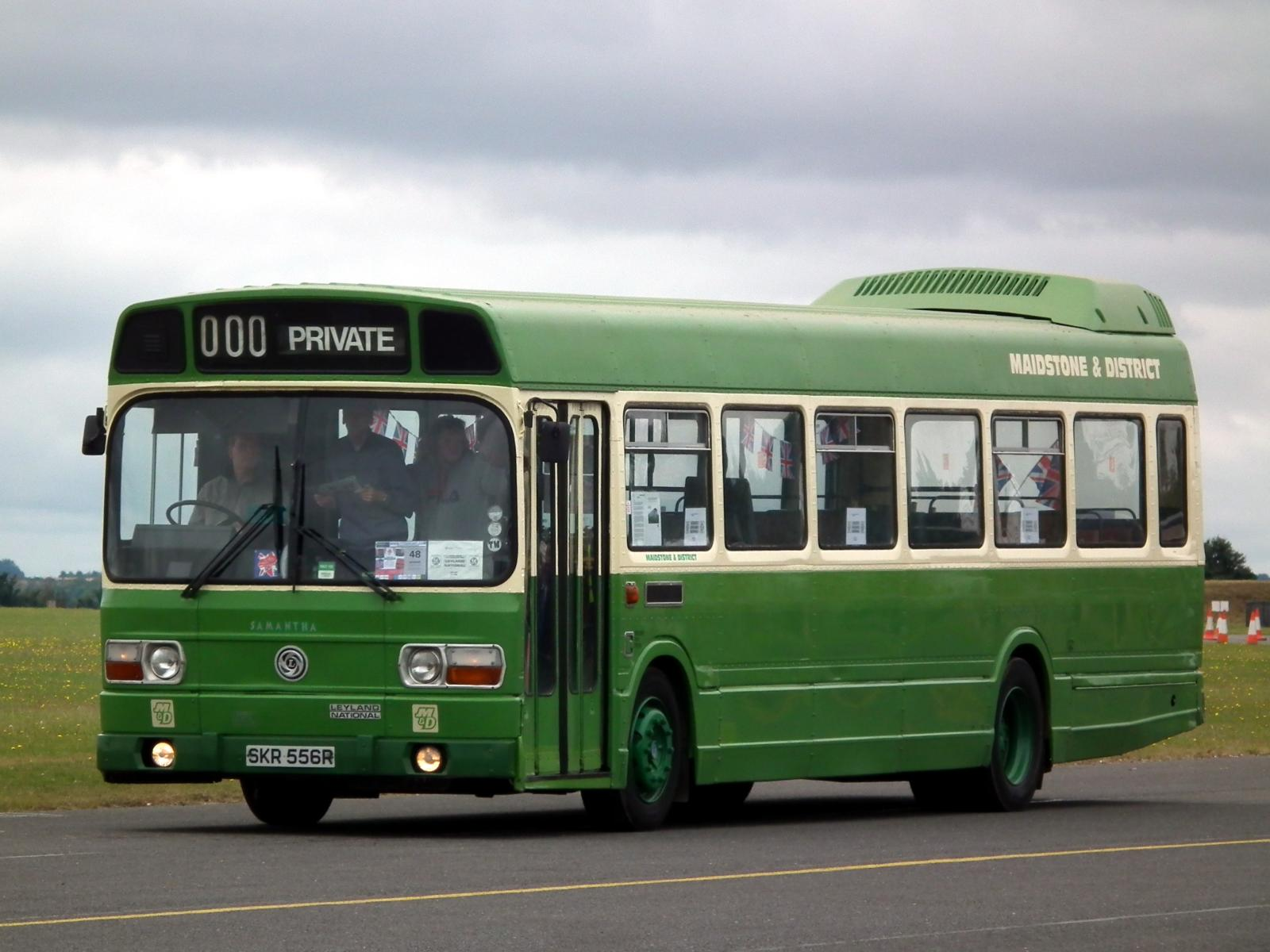
レイランド・ナショナル
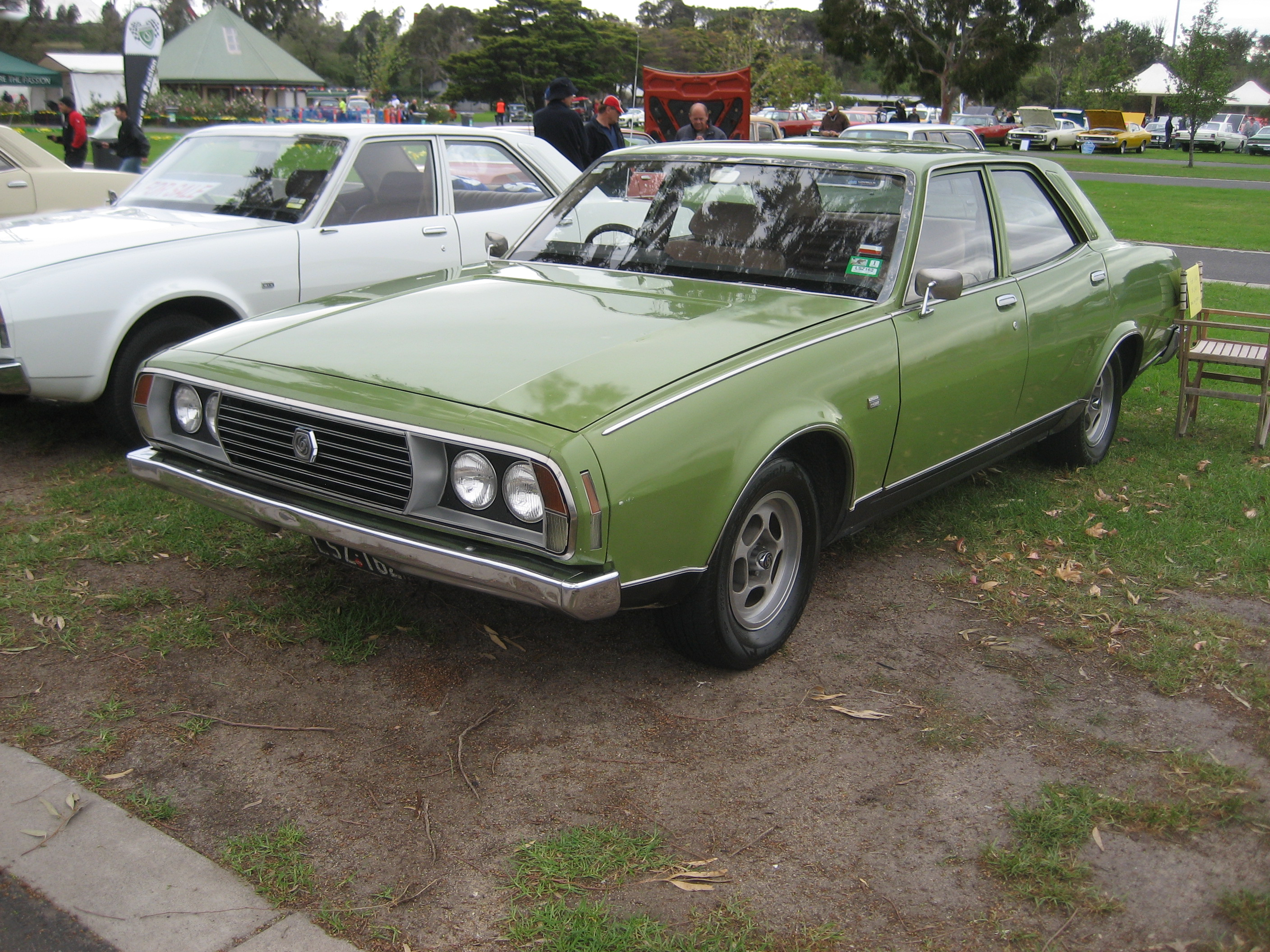
レイランド・P76

## スキャメル

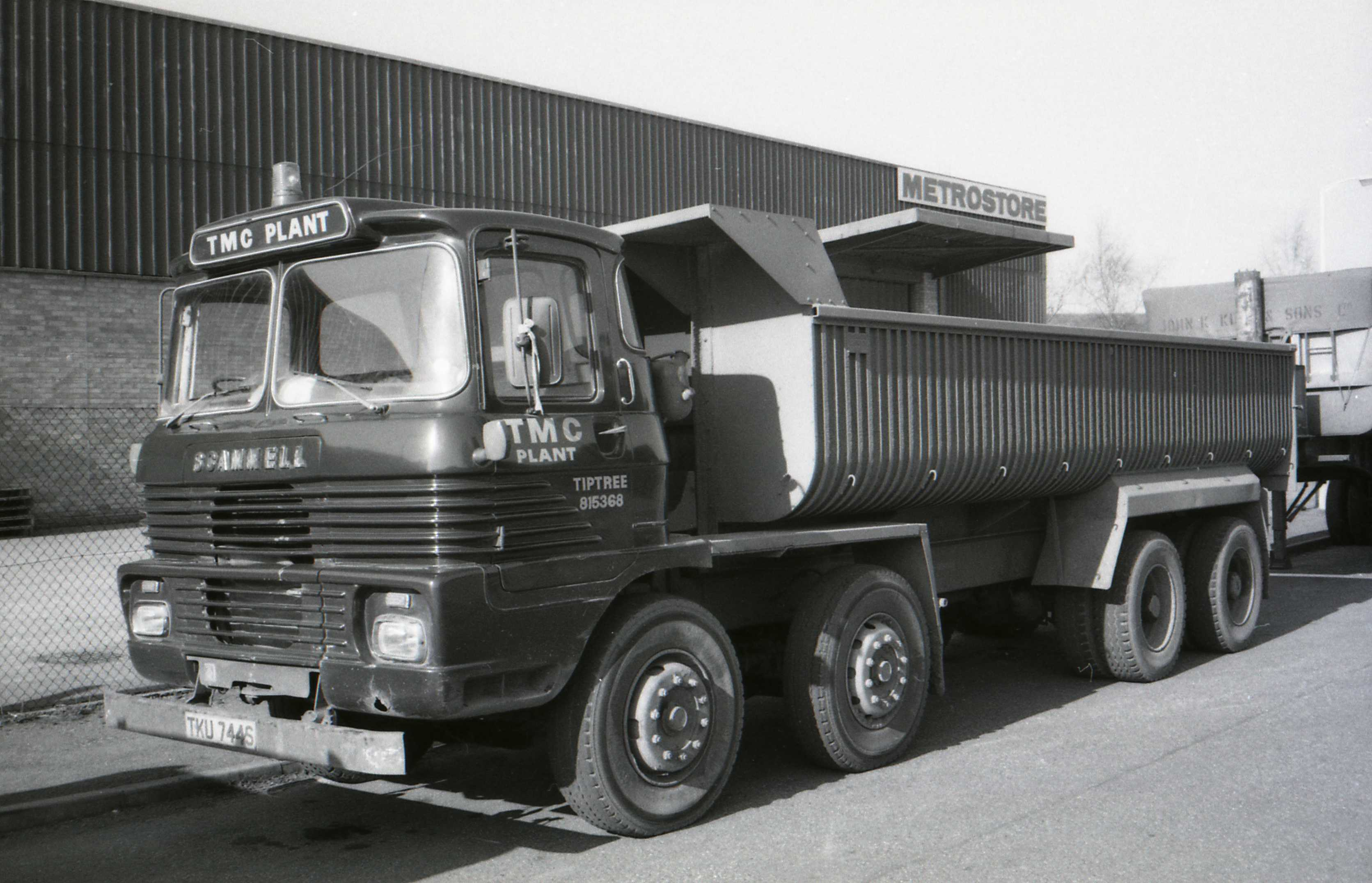
ミケロッティがデザインしたGRP製キャブのルートマン

1960年代にミケロッティはスキャメル（Scammell）製のトラック用にガラス繊維強化プラスチック（GRP）製キャブをデザインした。同社は1955年にレイランドの一部となっていた。このキャブはルートマン（Routeman）、ハンディマン（Handyman）やタンクローリーといったモデルに使用された。

## BMW
ジョヴァンニ・ミケロッティのBMWへの協力はBMW・700（1959年）から始まり、後にBMW 2002に代表されるノイエクラッセ・シリーズで大きな成功を収めた。ミケロッティがBMWのスポーツ・セダンで具現化したものは同社のデザイン言語となり、連綿と受け継がれて1980年代になってエルコーレ・スパーダにより更に洗練された。

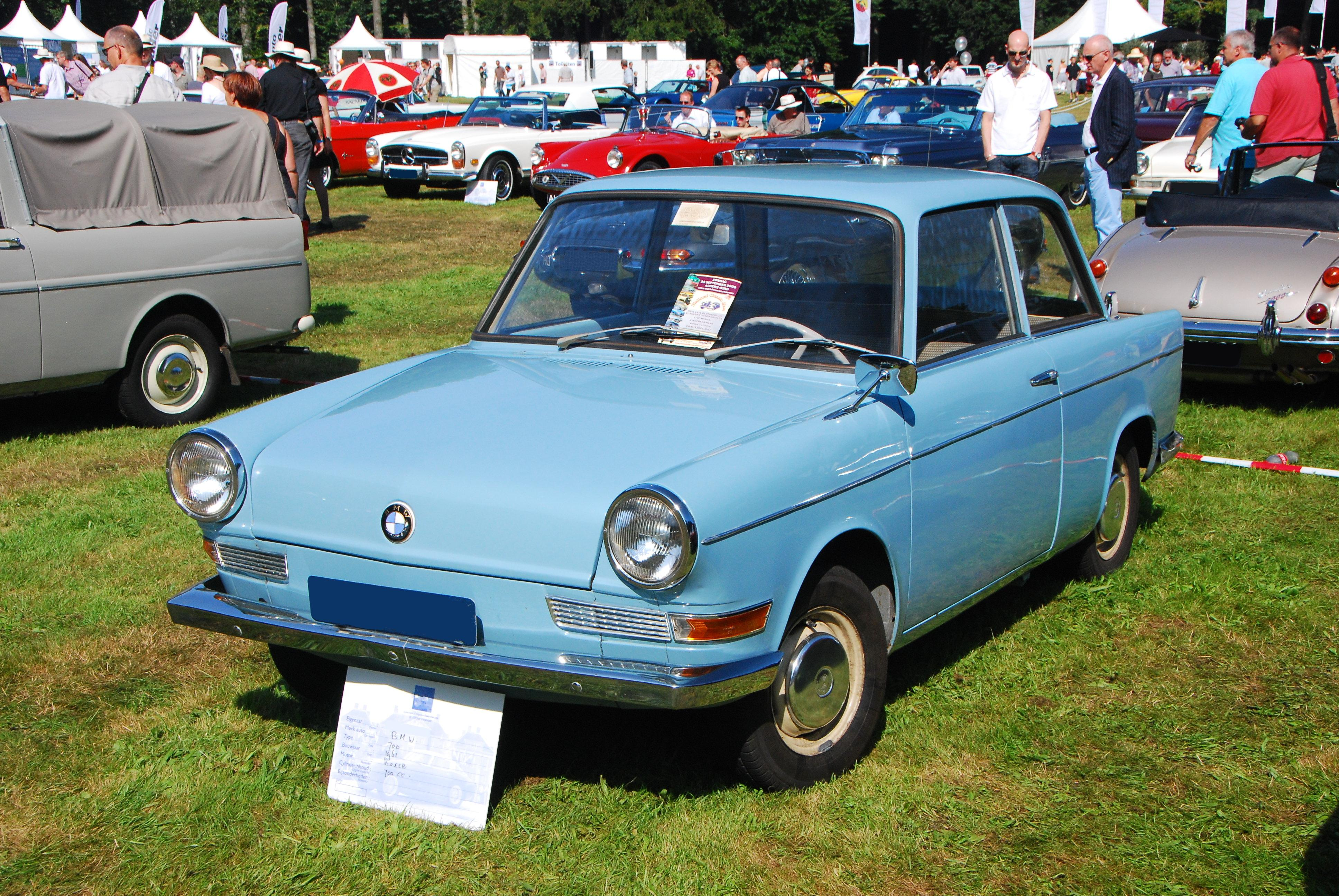
BMW・700
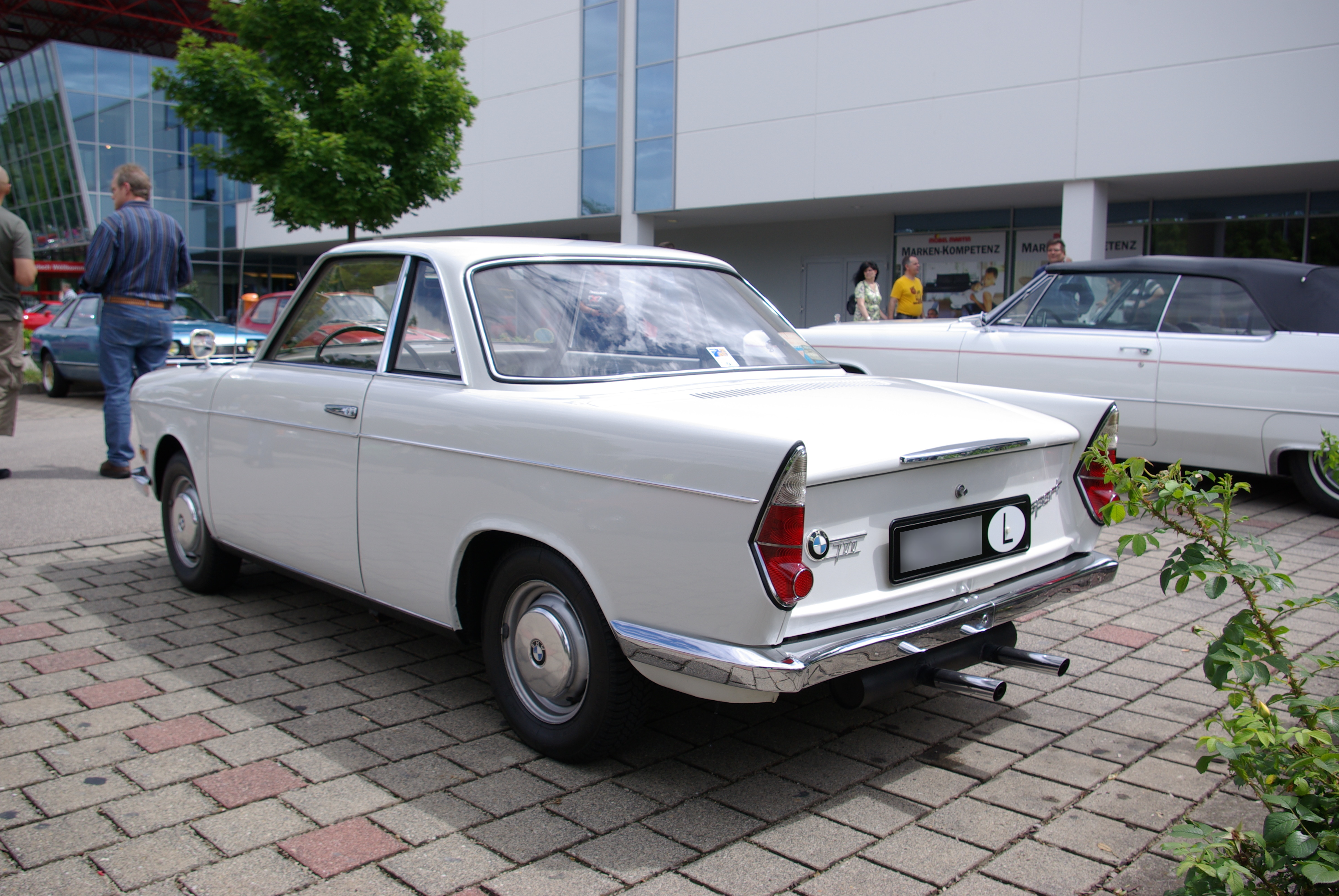
BMW・700 シュポルト
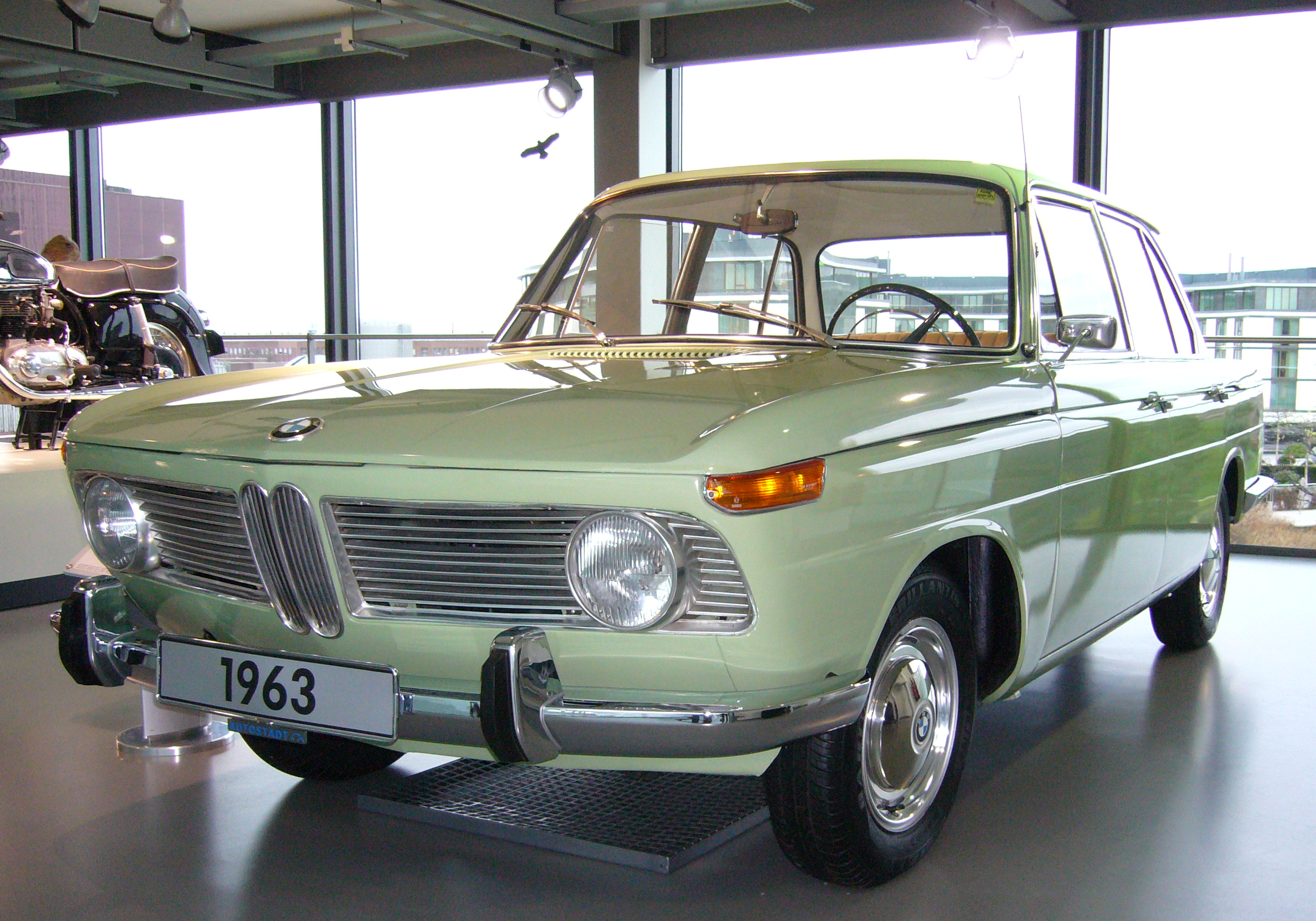
BMW・1500
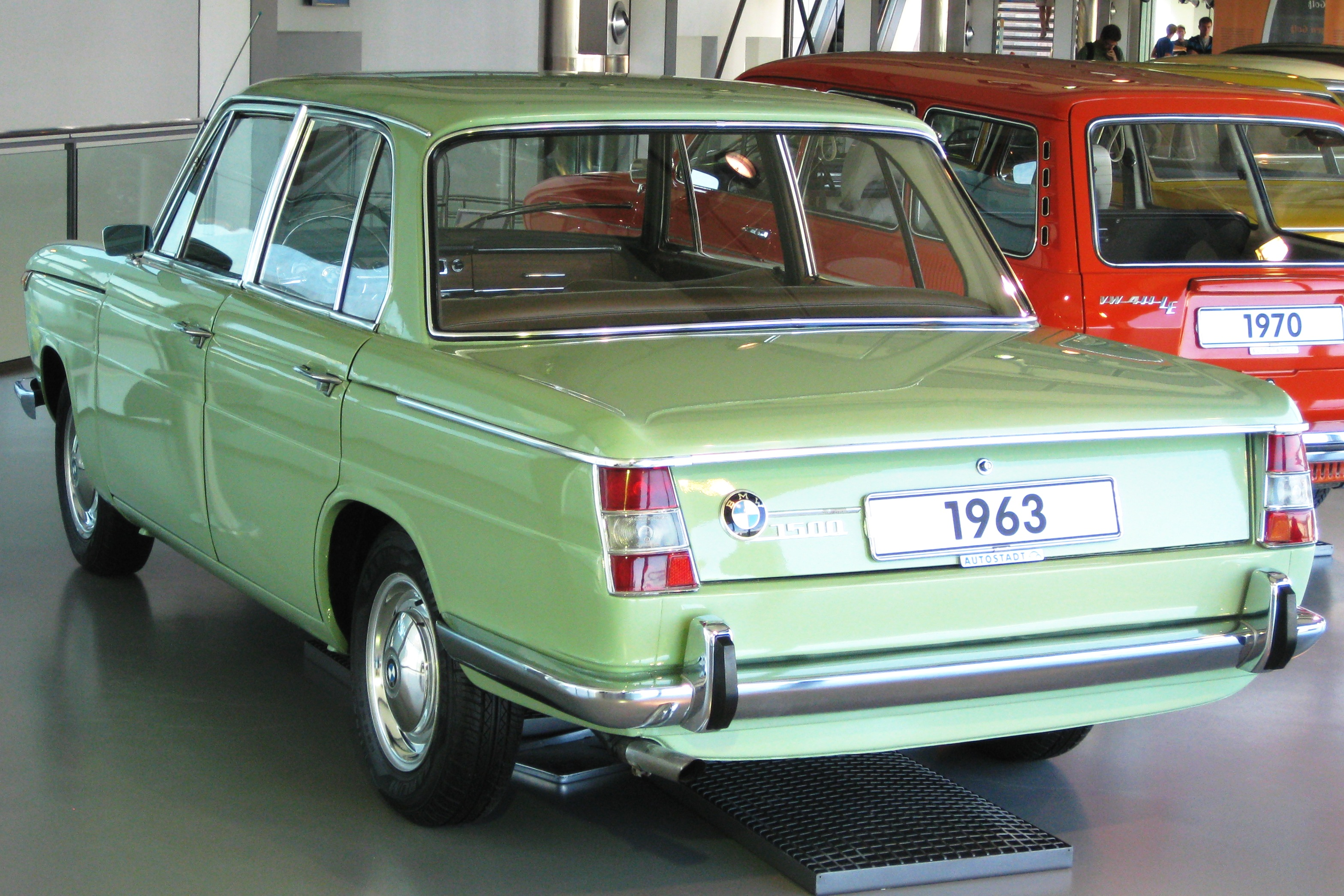
BMW・1500

## DAF/ボルボ
ミケロッティは1963年に古臭くなってきたダフォディル 31（DAF Daffodil）をダフォディル 32へデザインし直すことでオランダのDAFでの仕事を始めた。DAF・44（1966年）はミケロッティの手による全く新規のデザインを与えられ、1975年のDAF・66（後ボルボ・66）に至るまでの派生車種のデザインにも手を貸した。

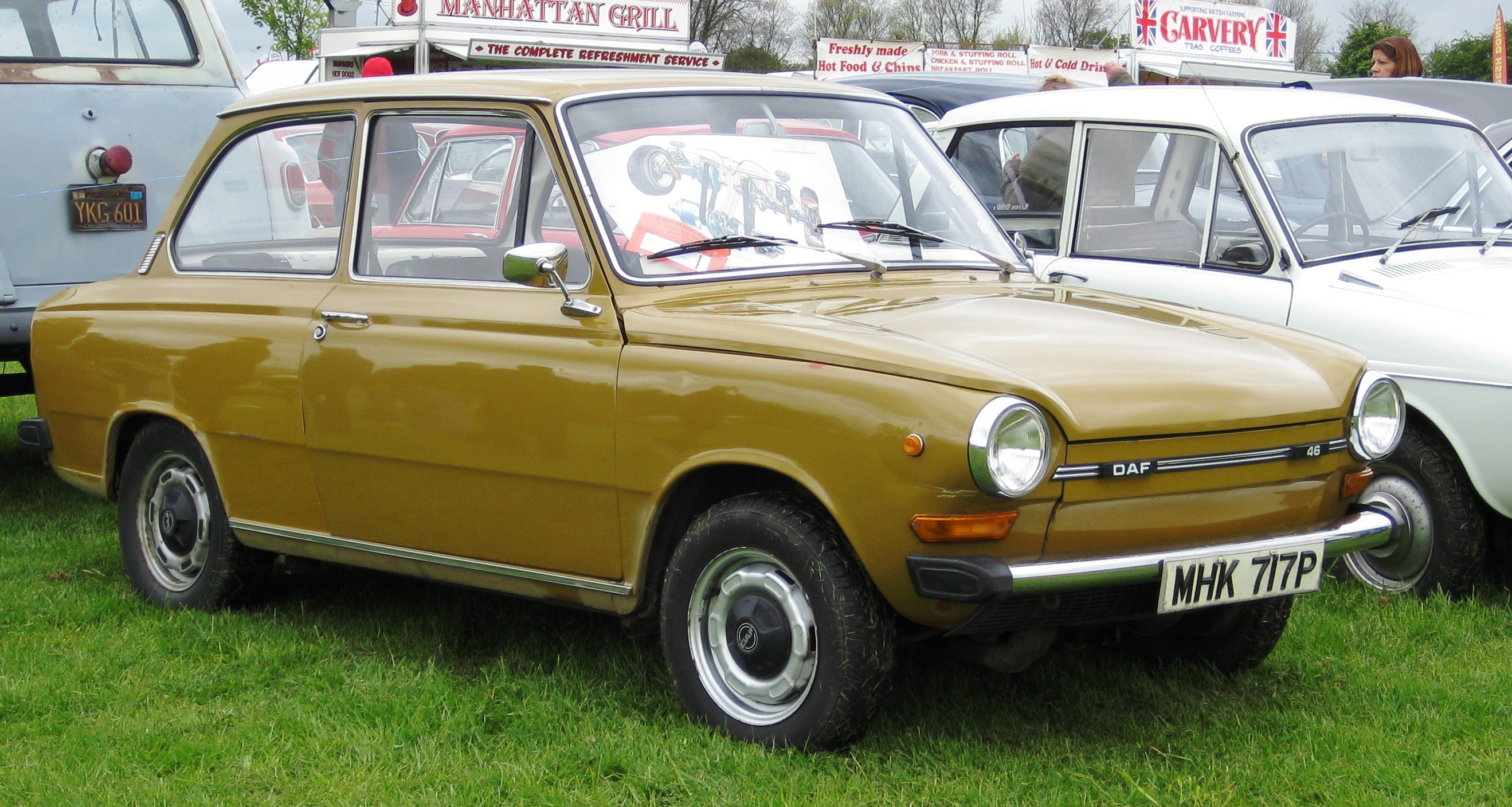
DAF・44
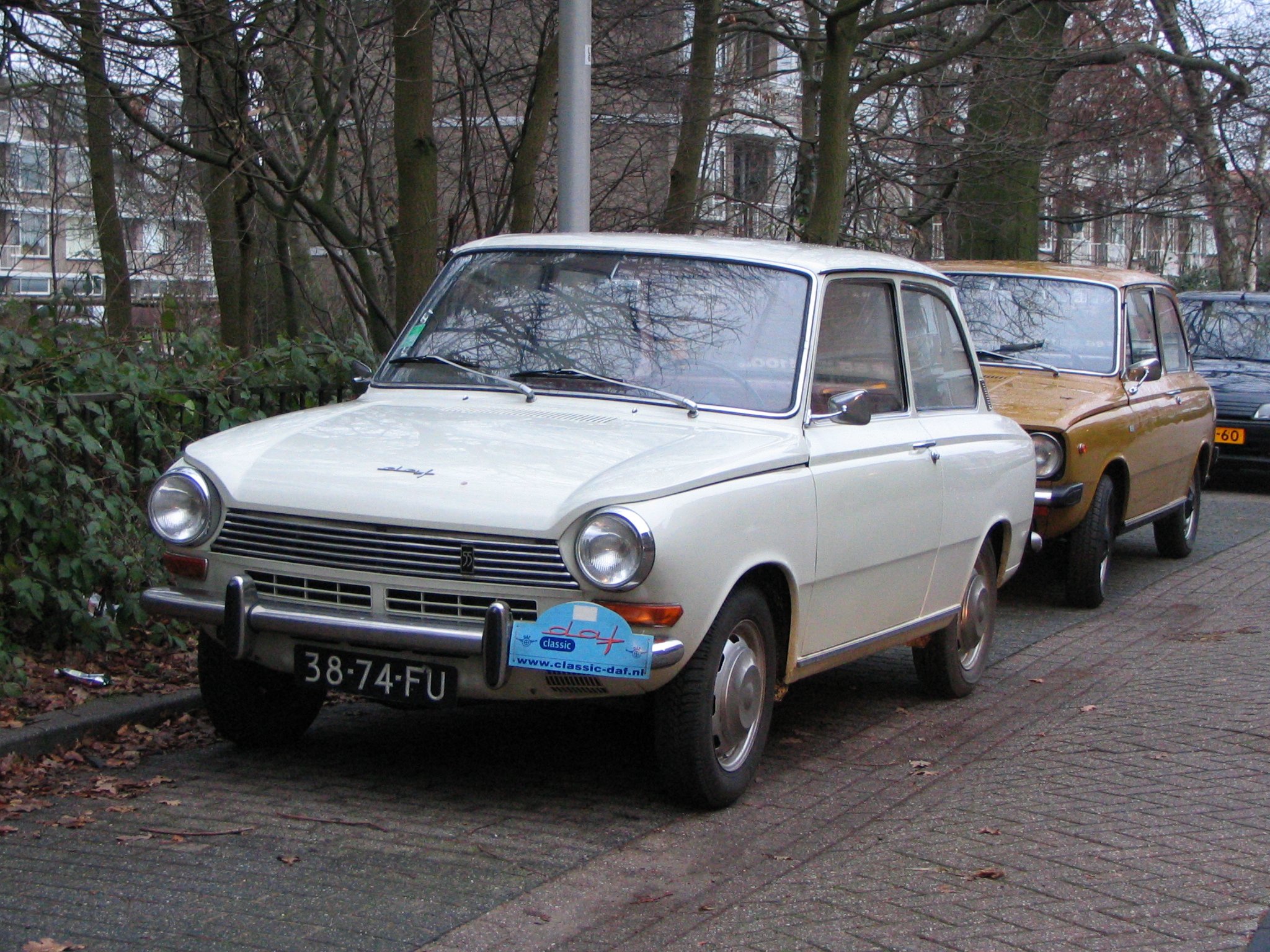
DAF・55

## 日野
ジョヴァンニ・ミケロッティと日野自動車の関係は、1961年（昭和36年）に日野・コンテッサ 900より大型の乗用車（後のコンテッサ 1300）の開発を進めていた日野からの依頼で始まった。日野からは開発スケジュールと機械レイアウトが提示されたのみで、あとはミケロッティの裁量に任せられるという非常に自由度の高い仕事であった。これとは別にミケロッティ側からの提案でコンテッサ 900を基に製作されたのがコンテッサ 900 スプリントであった。約4カ月という短い期間で製作されたこの車は1962年（昭和37年）10月のトリノ・モーターショーで披露された。
この他、1969年（昭和44年）発売の大型トラック（KFやZMなど）も手がけており、同年4 t積みとしてデビューした2代目レンジャー KLも同系のデザインとなっている。

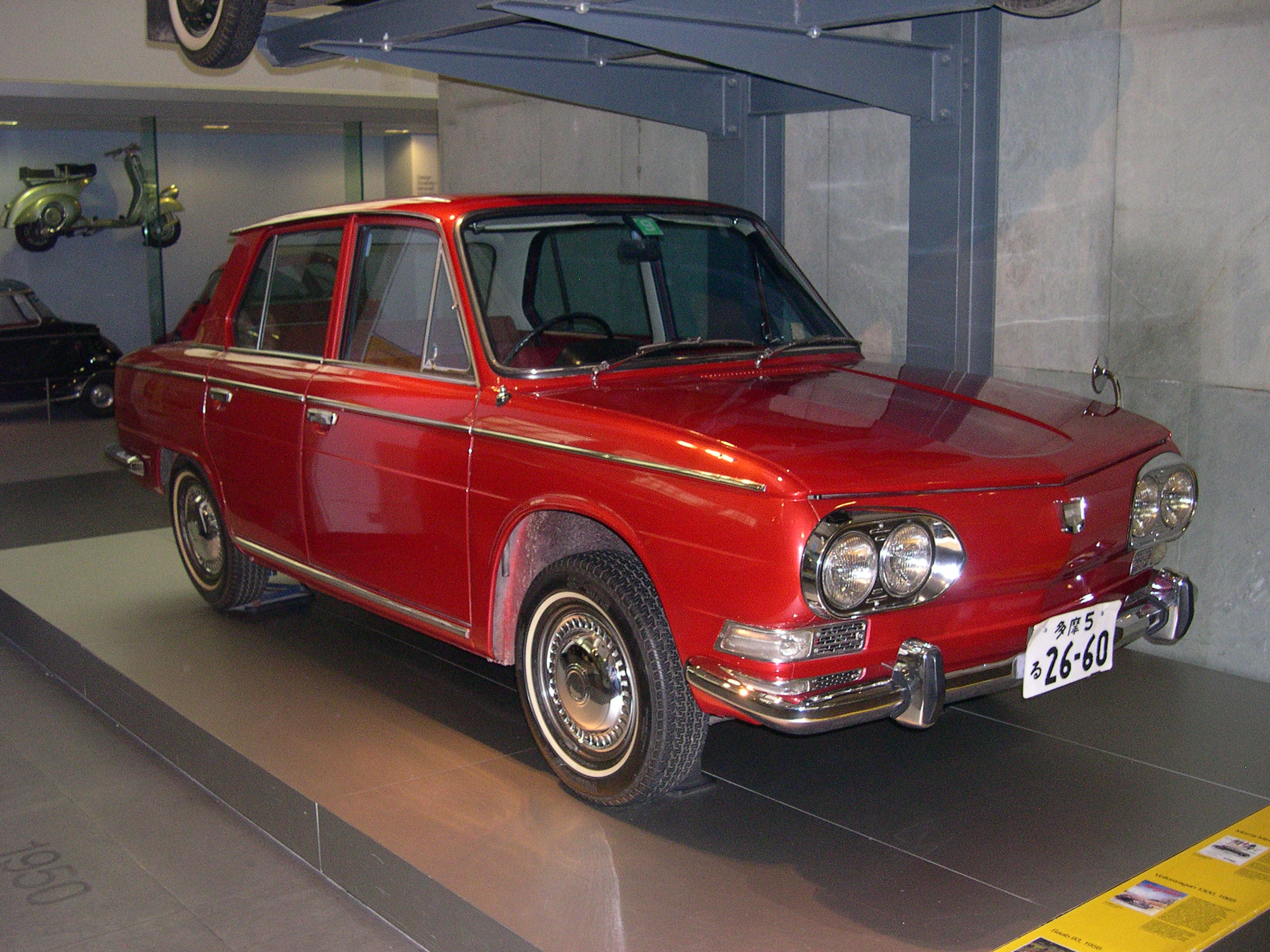
コンテッサ 1300 セダン
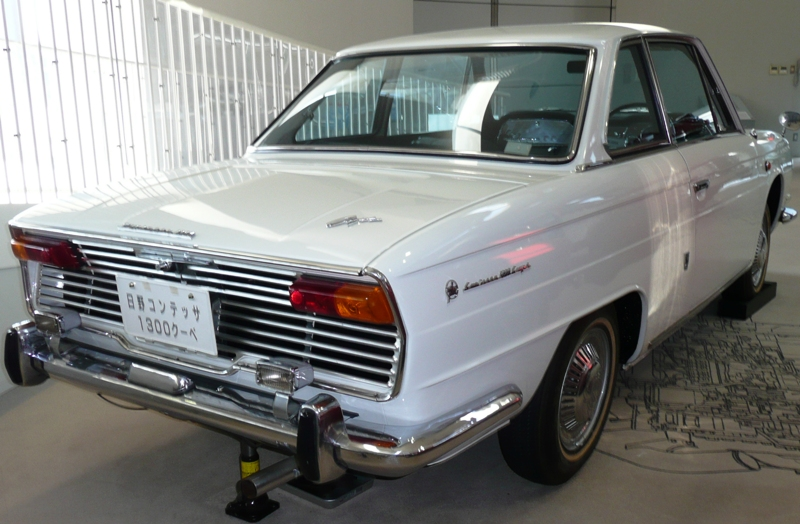
日野・コンテッサ 1300 クーペ
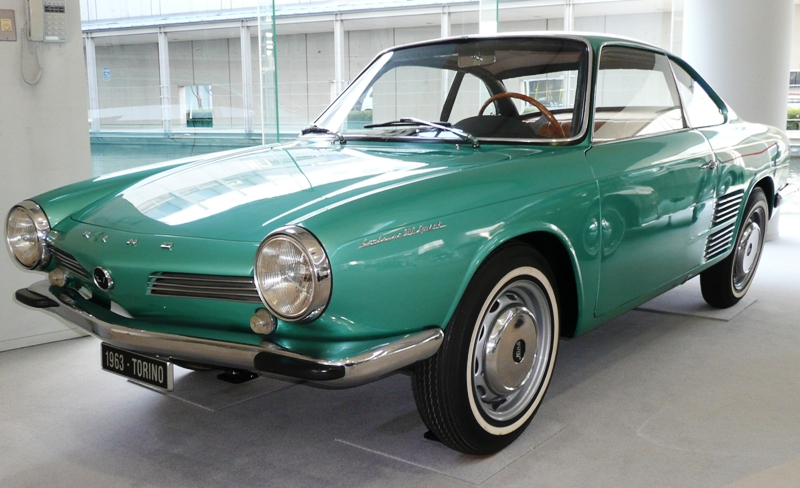
日野・コンテッサ 900 スプリント
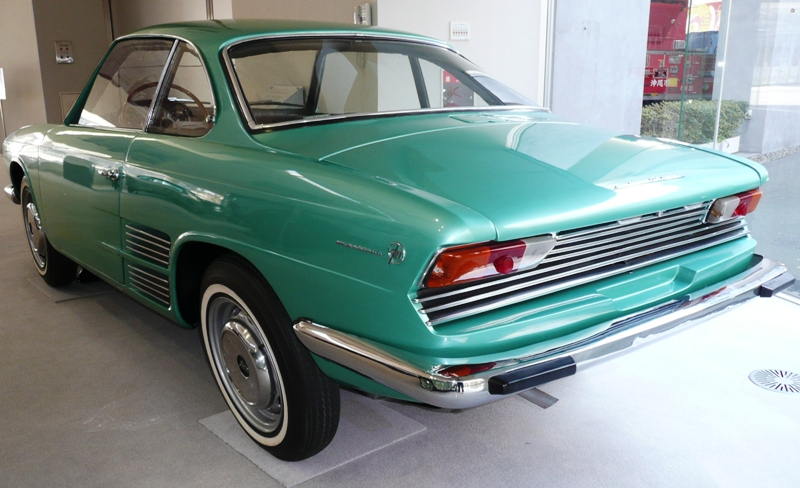
日野・コンテッサ 900 スプリント

## その他のメーカー
ミケロッティがデザインに関わったその他メーカーの車
- ランチア・アプリリアクーペ (1949)
- マセラティA6GCS/53 (1955)
- マセラティA6GC/54クーペ
- マセラティ・3500GTクーペとGTスパイダー
- マセラティ5000GTクーペ
- アルピーヌ・A106 (1955)
- プリンス・スカイラインスポーツ (1960)
- アームストロングシドレー・サファイア234 - スペインの顧客向けの1台限りの車）
- リライアント・シミターSS1 (1984)  - ミケロッティがデザインした最後の量産車

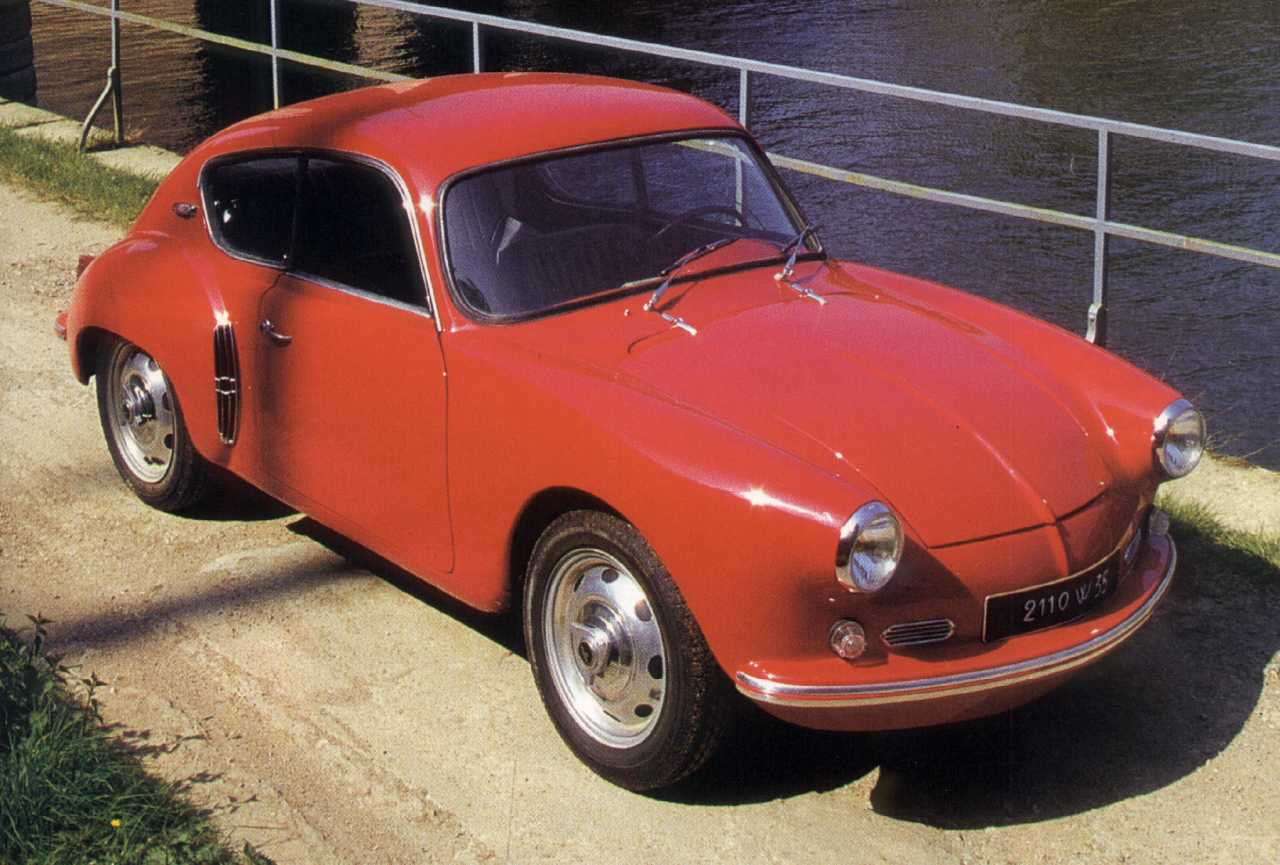
アルピーヌ・A106
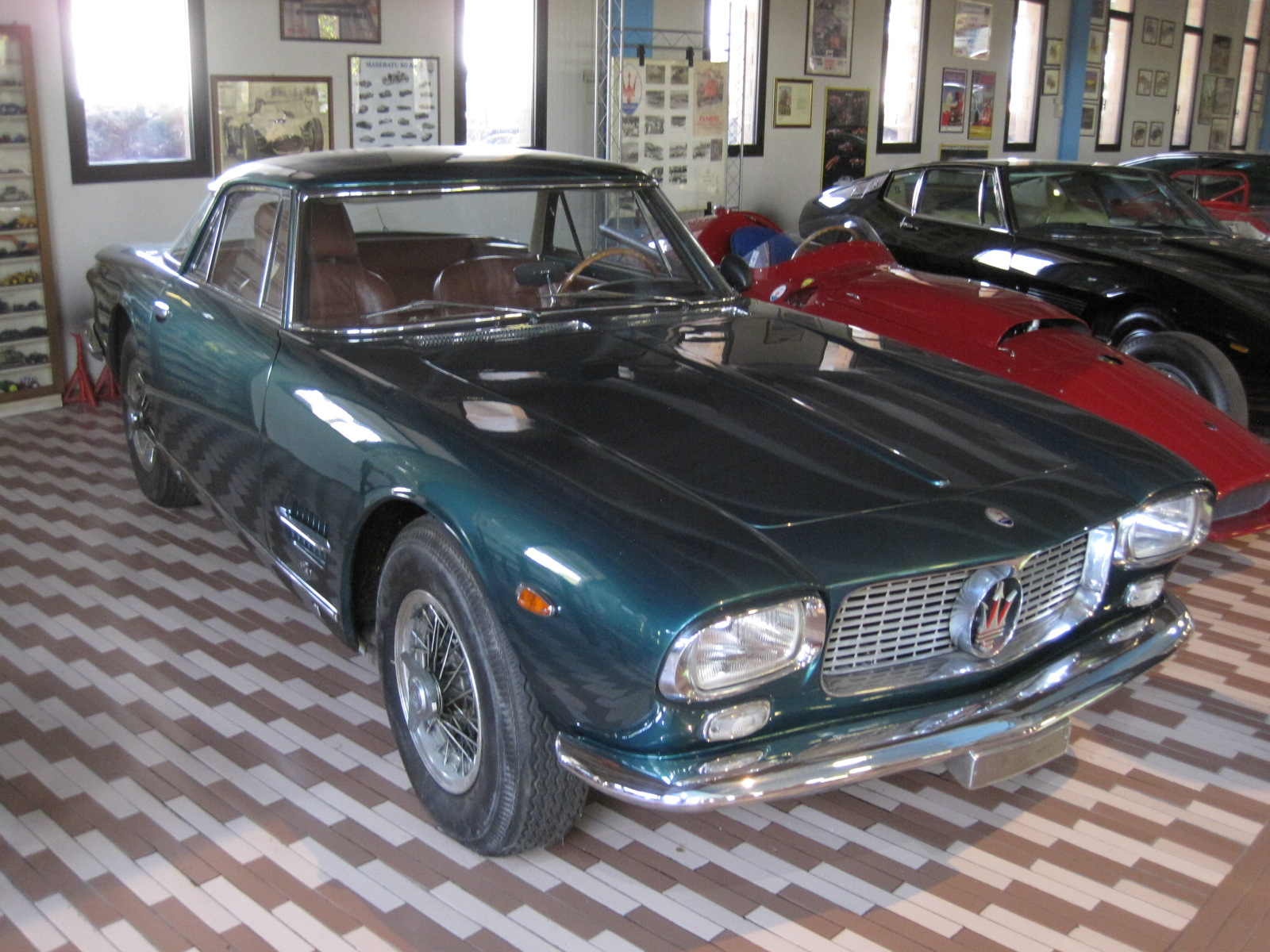
マセラティ・5000GT
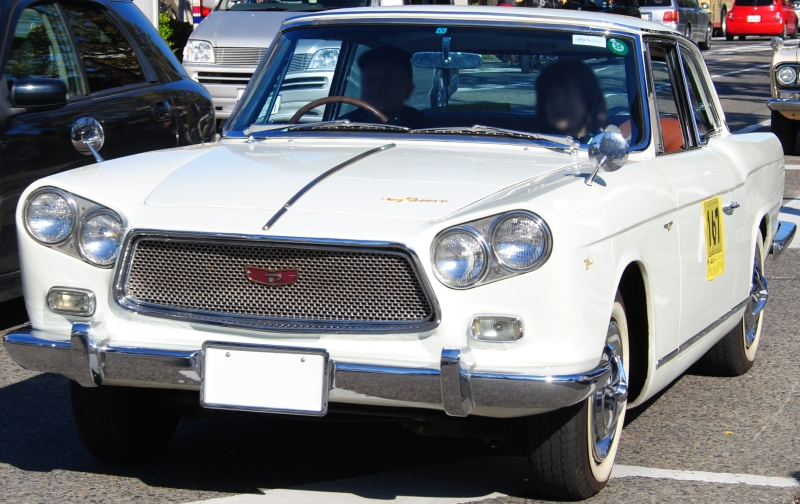
プリンス・スカイライン スポーツ
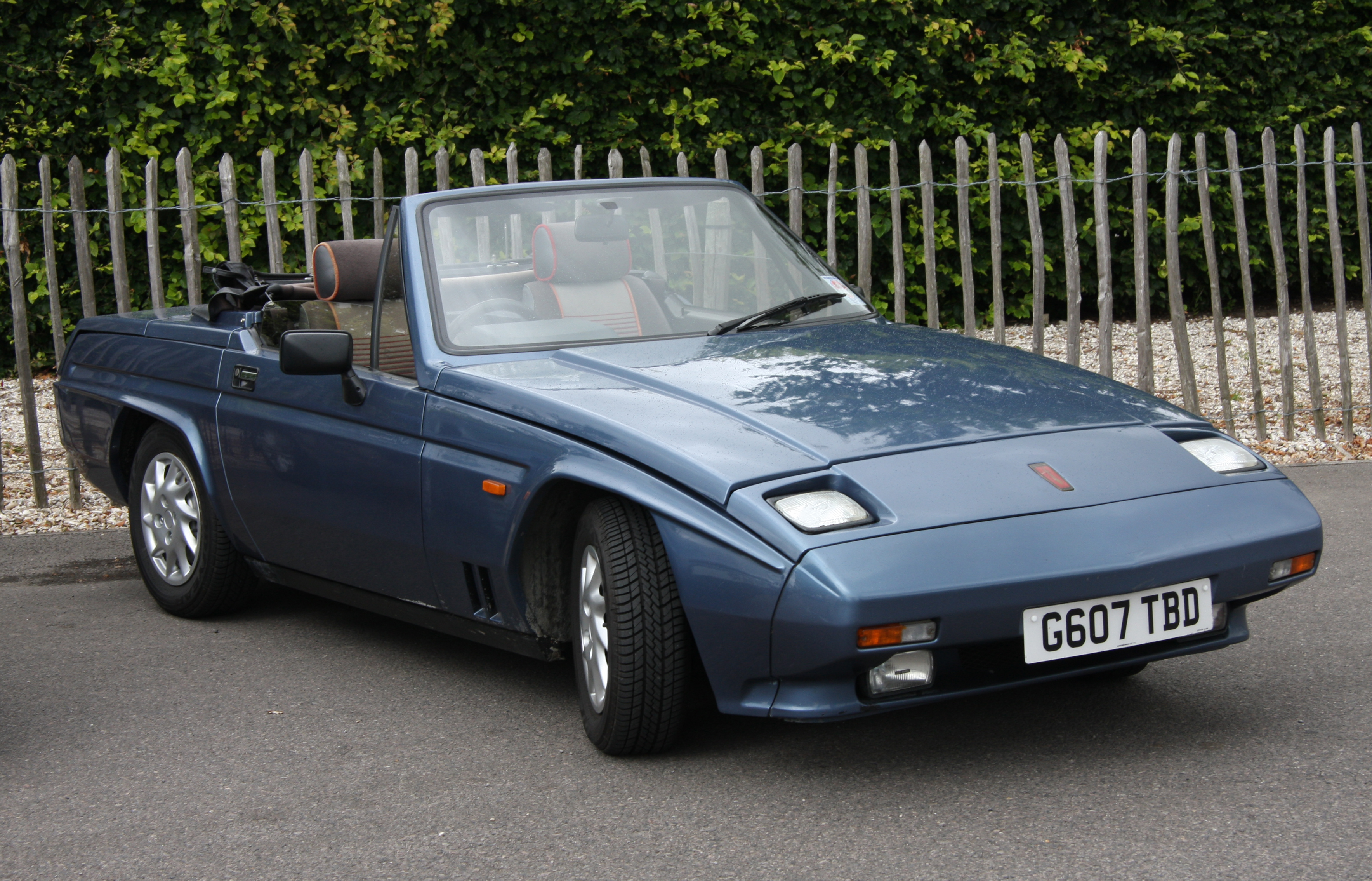
リライアント・シミター SS1
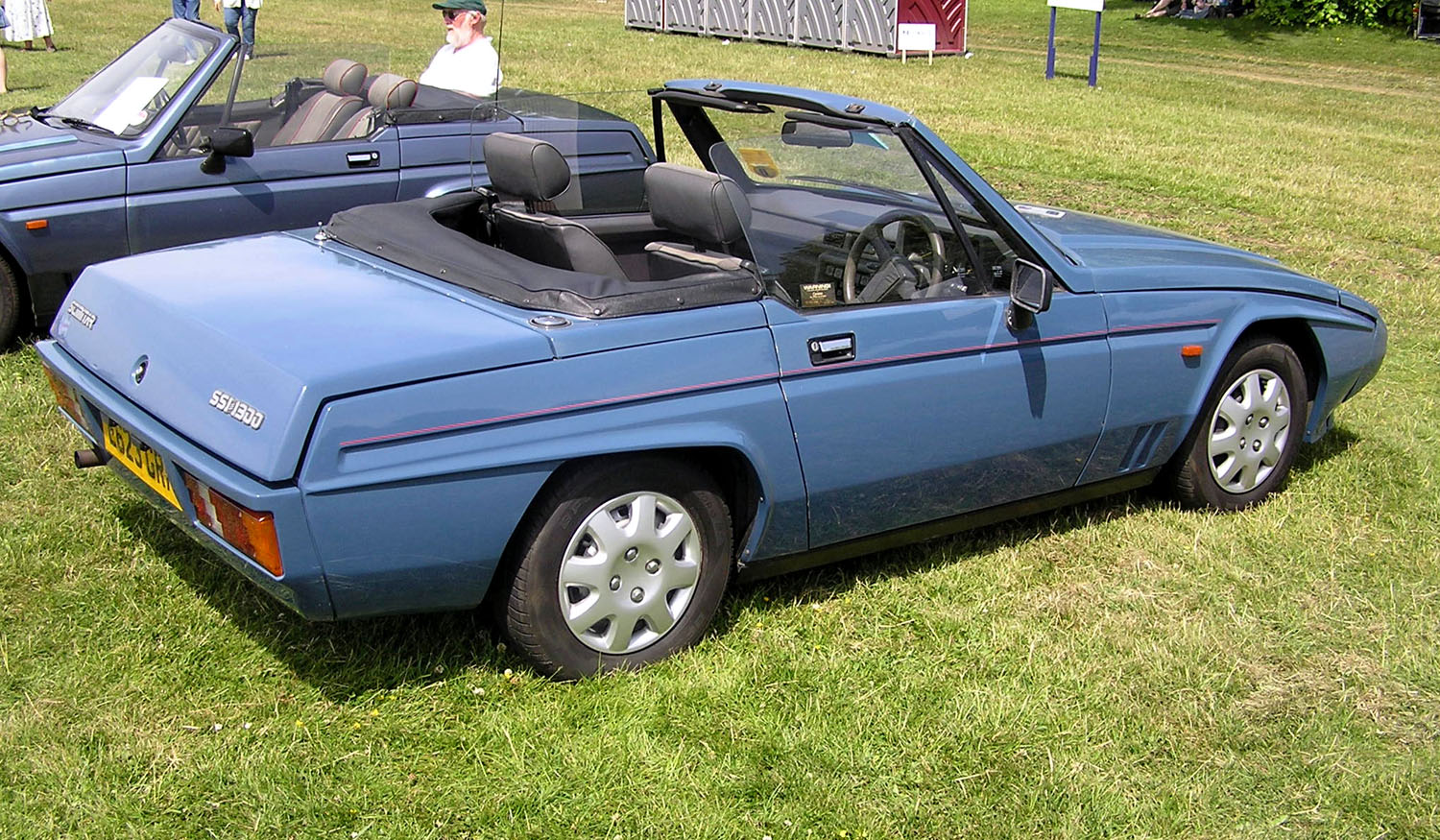
リライアント・シミター SS1

## 主なクライアント
- トライアンフ
- 日野自動車
- フェラーリ
- BMW
- アルピーヌ
- マセラティ
- マトラ

他